# Прыткая ящерица
Пры́ткая я́щерица, или проворная ящерица, или обыкновенная ящерица (лат. Lacerta agilis) — вид ящериц из семейства настоящих ящериц. Ареал охватывает большую часть территории Европы и простирается на восток до Восточной Сибири, северо-западной Монголии и западного Китая, что делает её одним из наиболее распространённых пресмыкающихся Евразии. Максимальная длина тела от конца морды до анального отверстия достигает 11,4 см, а хвоста — 19 см. В зависимости от популяции самцы могут быть как крупнее, так и мельче самок. Ящерица окрашена в коричневые или зелёные тона, причём зелёный цвет чаще всего имеют самцы в брачный период. Рисунок сильно варьирует и состоит из продольных линий, полос, рядов пятен и точек, хотя могут встречаться особи, у которых некоторые или все эти элементы отсутствуют.
Занимает разнообразные места обитания, но предпочитает селиться в сухих и хорошо прогреваемых биотопах. Встречается в степях, разреженных лесах, по долинам рек. В качестве убежищ использует норы. Питается преимущественно мелкими беспозвоночными, но может поедать и других ящериц. В случае опасности способна отбрасывать хвост, который впоследствии отрастёт, но будет иметь отличный внешний вид и строение. Половой зрелости достигает в 2 года. Самки откладывают 4—15 яиц за раз. Активна днём, хотя летом активность сменяется на утреннюю и вечернюю. В холодное время года уходит в спячку.
На большей части своего ареала вид обычен, хотя во многих странах он охраняется законом. Охране могут подлежать и отдельные подвиды прыткой ящерицы. Так, в Красную книгу России занесены мзымтинская (Lacerta agilis mzymtensis) и грузинская (Lacerta agilis grusinica) прыткие ящерицы.

## Описание

### Внешний вид
Максимальная длина тела ящериц достигает 11,4 см, хвоста — 19 см. Наиболее крупные особи попадаются в южных частях ареала: в Крыму и на Кавказе. То же касается и длины хвоста: в более северных регионах его относительная длина меньше, чем в южных, что согласовывается с правилом Аллена для теплокровных животных. В разных популяциях крупнее могут быть как самки, так и самцы.

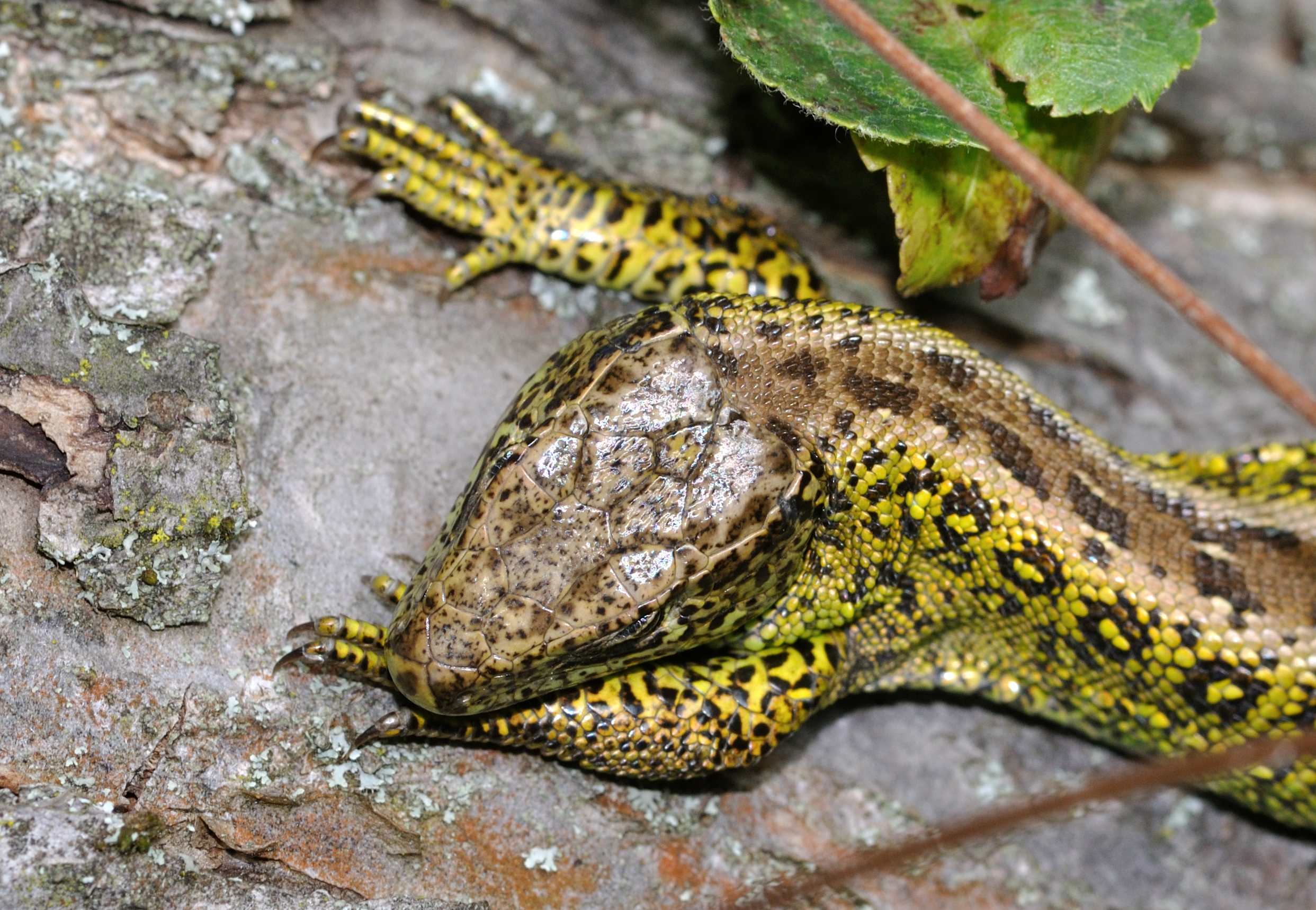
Голова прыткой ящерицы. В задней части виден теменной глаз

Голова прыткой ящерицы округло-пирамидальная. По её бокам в средней части расположены глаза с подвижными веками. Как и все рептилии, ящерицы имеют хорошо развитую мигательную перепонку (третье веко). На конце морды находятся парные ноздри, а в задней части головы — вертикально-овальные слуховые отверстия, на дне которых находится барабанная перепонка. В центре межтеменного щитка расположен теменной глаз в виде светлого пятна.
Туловище удлинённое и гибкое, отделено от головы шейным перехватом. Он покрыт рядом увеличенных чешуй — воротником. Между ним и передней частью головы находится горловая складка. Само туловище со спины и боков покрыто мелкими узкими чешуями с хорошо выраженными продольными рёбрышками. Брюшные щитки значительно крупнее и расположены в 6 продольных рядов. В районе клоаки туловище переходит в хвост, покрытый мелкими прямоугольными чешуйками, размер которых, как и диаметр самого хвоста, уменьшается в направлении к концу. В поперечном сечении хвост округлый. Его основание у самцов расширено, так как в нём располагаются парные копулятивные органы — гемипенисы.

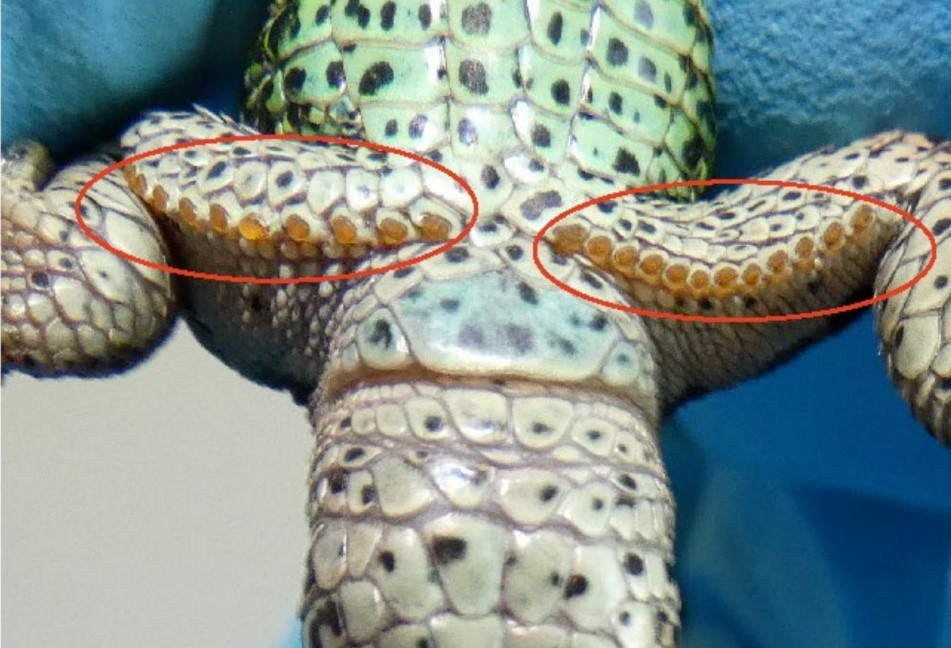
Бедренные поры самца прыткой ящерицы

Конечности сравнительно небольшие. У самцов длина задних ног составляет 32—52 % длины тела, а у самок 34—47 %. Этим прыткие ящерицы отличаются от других представителей рода зелёные ящерицы, ноги которых длиннее. Задние конечности крупнее передних. Каждый из пяти тонких пальцев кисти и стопы снабжён острым коготком. На внутренней поверхности бёдер располагается ряд из 9—18 бедренных пор. У прыткой ящерицы он всегда достигает коленного сгиба. Бедренные поры более развиты у самцов и, как предполагается, участвуют в внутривидовой коммуникации, выделяя феромоны.
Кожа прыткой ящерицы, как и у других пресмыкающихся, лишена желёз и покрыта чешуёй. В самых нижних слоях дермы лежат меланофоры, а выше — хроматофоры, среди которых у прыткой ящерицы преобладают жёлтые ксантофоры и красные эритрофоры. Обновление рогового слоя кожи происходит в ходе линьки. Взрослые особи обычно линяют два раза в год — как правило после выхода из зимовки и перед уходом на неё. У неполовозрелых ящериц наблюдается асинхронная линька: самцы чаще линяют в июне, а самки в июле.

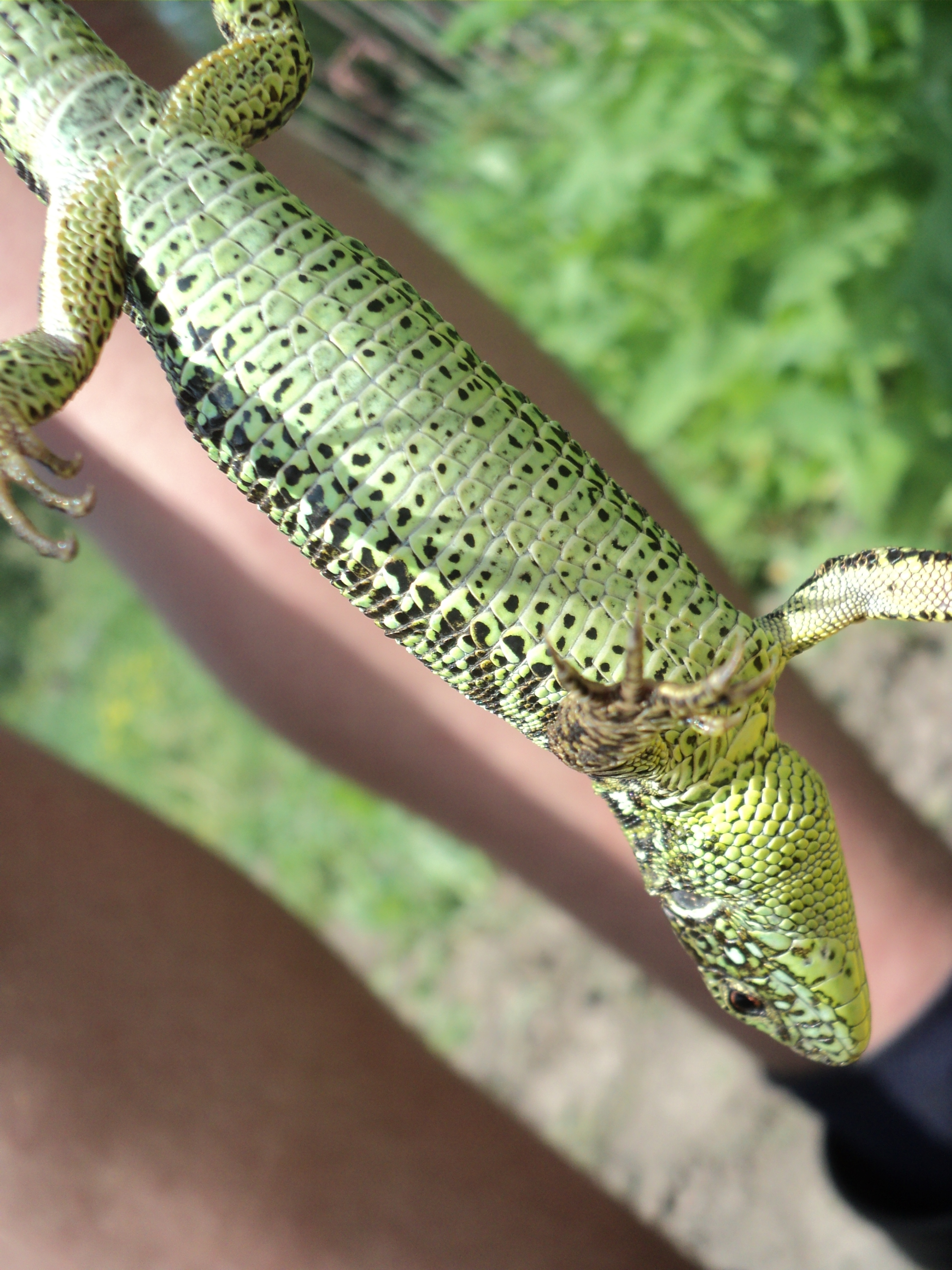
Брюхо
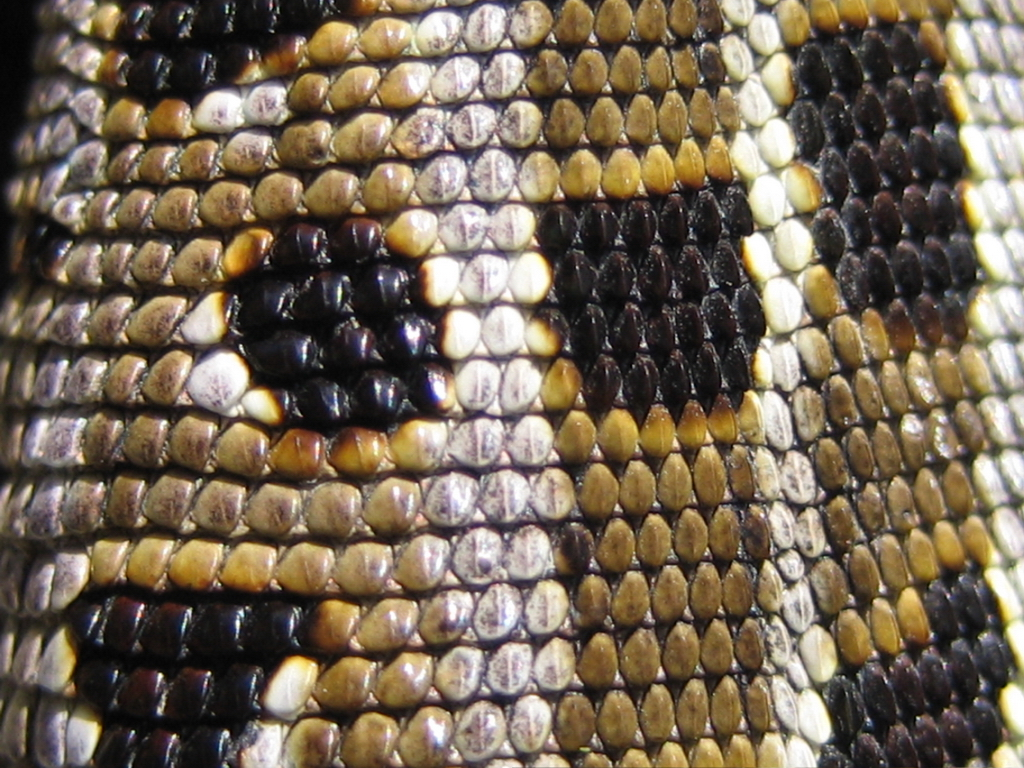
Кожа прыткой ящерицы
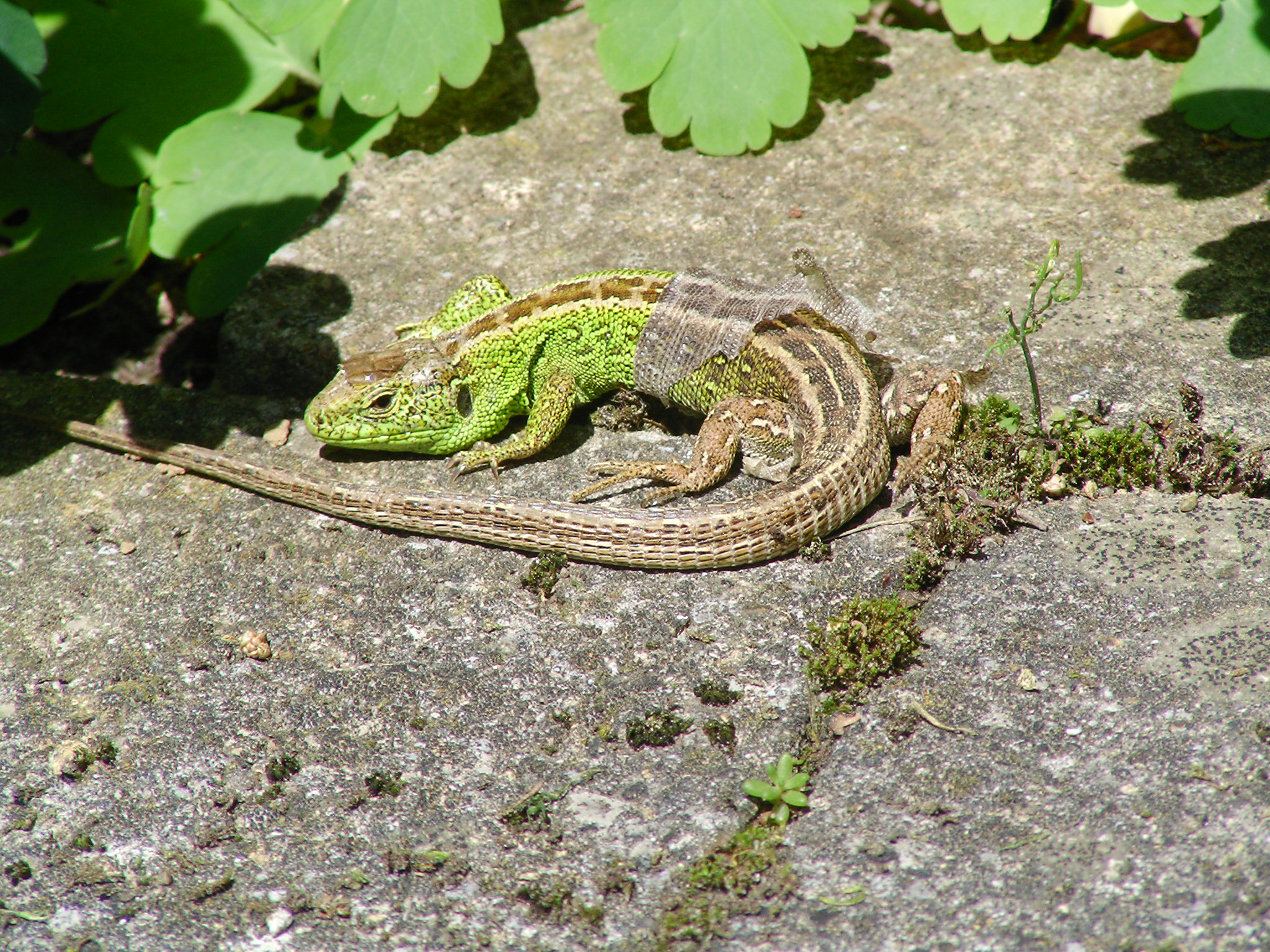
Прыткая ящерица в процессе линьки
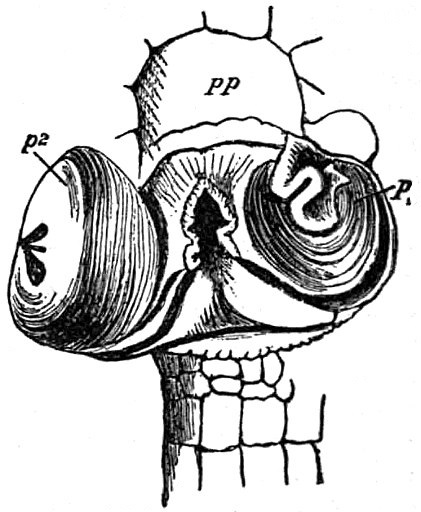
Гемипенисы прыткой ящерицы

### Окраска и рисунок
Окраска и рисунок прытких ящериц достаточно разнообразны, и их принято рассматривать отдельно. Молодые особи обоих полов выглядят одинаково: спина, голова и конечности буровато-серые или коричневые. Брюхо и горло от бело-голубоватого до пастельно-бежевого. У неполовозрелых самцов брюхо и горло часто зеленоватое, что в некоторых случаях позволяет приблизительно определить пол молодых ящериц. Самцы в брачный период приобретают ярко-зелёную окраску (чаще в южных районах). При этом жёлто-коричневая пигментация не исчезает, а маскируется зелёной. Во время зимовки покровы становятся темнее. В некоторых регионах самцы остаются коричневыми в течение всего года. Самки на протяжении всего года остаются серо-коричневыми, хотя в некоторых (в основном южных) популяциях встречаются зелёные особи. Рисунок может включать разнообразные линии, полосы, пятна и глазки на спине, боках и конечностях.
Типичный рисунок состоит из двух или трёх продольных линий на спине, между которыми располагаются более широкие полосы. Между линиями также могут быть точки или пятна различных размеров и форм. По бокам, могут проходить ещё две линии, а также могут присутствовать «глазки» и пятна разного размера. Рисунок отдельных особей может отличаться от типичного. В таком случае говорят о различных морфах или абберациях (в зависимости от частоты проявления):
| Название морфы       | Характеристика                                                                            | Название морфы   | Характеристика |
| -------------------- | ----------------------------------------------------------------------------------------- | ---------------- | --- |
| immaculata concolor  | Рисунок отсутствует. Окраска зелёная или серая.                                           | punctato-lineata | На спине светлые сплошные линии, с пятнами и точками. Бока с хорошо выраженным рисунком.                                                                                              |
| immaculata bicolor   | Рисунок отсутствует. Спина зелёная, бока серые.                                           | quinquelineata   | На спине между срединной и краевыми линиями имеются две дополнительные пунктирные линии.                                                                                              |
| punctato-concolor    | В рисунке имеются только точки. Окраска зелёная или серая.                                | catenulata       | На спине есть только пунктирные линии или цепочки из пятен, причём других точек и пятен нет. Бока с типичным рисунком.                                                                |
| erythronota          | Спина без рисунка, не зелёная. Бока с типичным рисунком.                                  | marginata        | На спине 3 светлые пунктирные линии, окаймлённые тёмными штрихами. Других пятен и точек на спине нет. Бока с типичным рисунком.                                                       |
| punctato-erythronota | Спина с точками, не зелёная. Бока с типичным рисунком.                                    | eremioides       | На спине крупные тёмные пятна, слившиеся в поперечные полосы. По краям и центру полос светлые штрихи, образующие на спине 3 пунктирные линии. На боках 1—2 ряда светлых глазков.      |
| viridinota           | Спина без рисунка, зелёная. Бока с типичным рисунком.                                     | ocellata         | На спине 1—3 ряда глазков на месте рудиментарных пунктирных линий. На боках глазки верхнего ряда крупные.                                                                             |
| punctato-viridinota  | Спина с точками, зелёная. Бока с типичным рисунком.                                       | typica agilis    | Окраска спины и боков коричневая, зелёная или серая в разных сочетаниях. Спина с 2 светлыми продольными линиями, между которыми 1 полоса с тёмными пятнами. Бока с типичным рисунком. |
| maculata             | На спине есть пятна и точки, но нет линий. На боках пятна и слабо выраженные глазки       | typica exigua    | Окраска спины и боков коричневая, зелёная или серая в разных сочетаниях. Спина с 3 светлыми продольными линиями, между которыми 2 полосы с тёмными пятнами. Бока с типичным рисунком. |
| lineata              | На спине светлые сплошные линии, но нет пятен и точек. Бока с хорошо выраженным рисунком. |                  | |

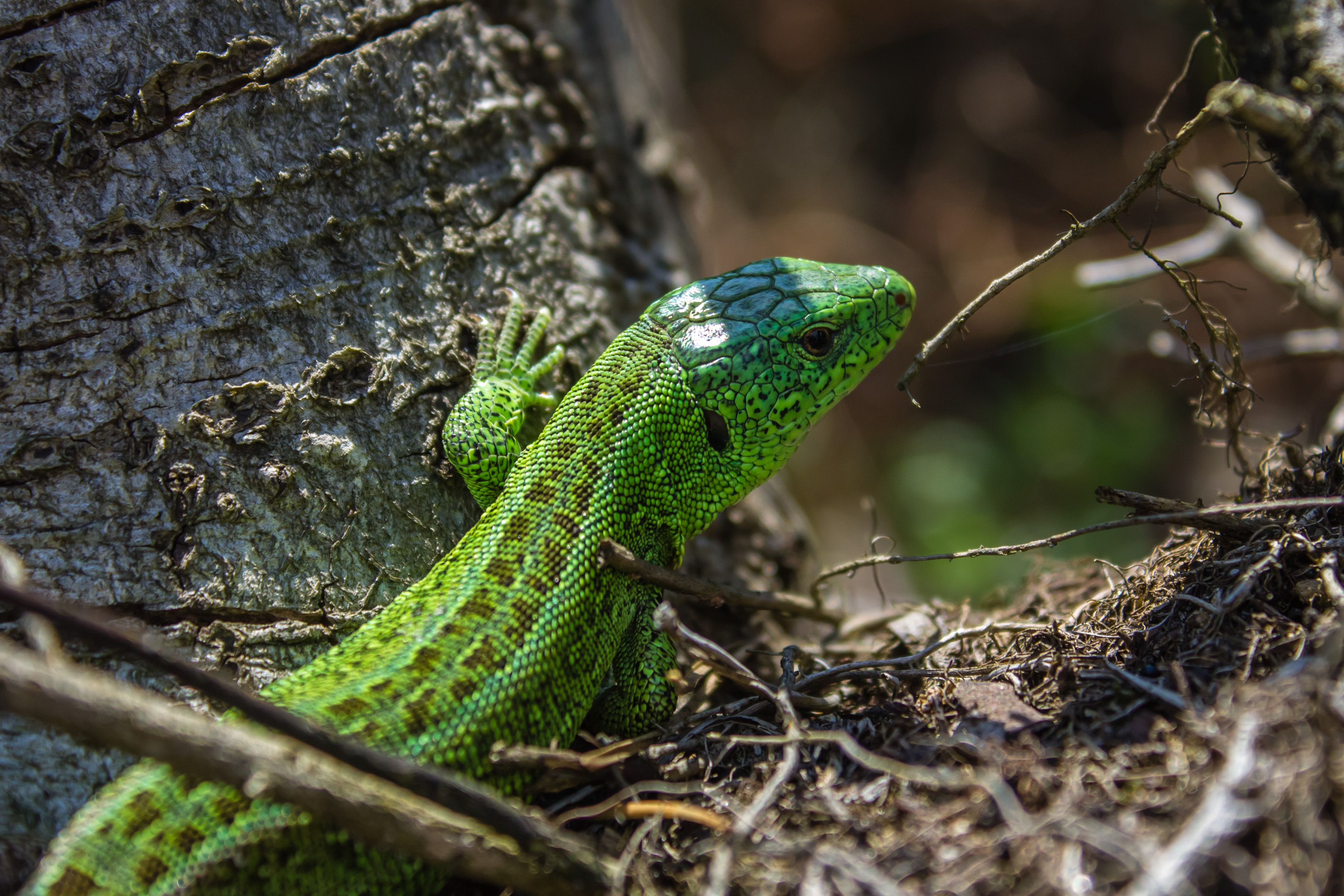
Самец морфы typica exigua
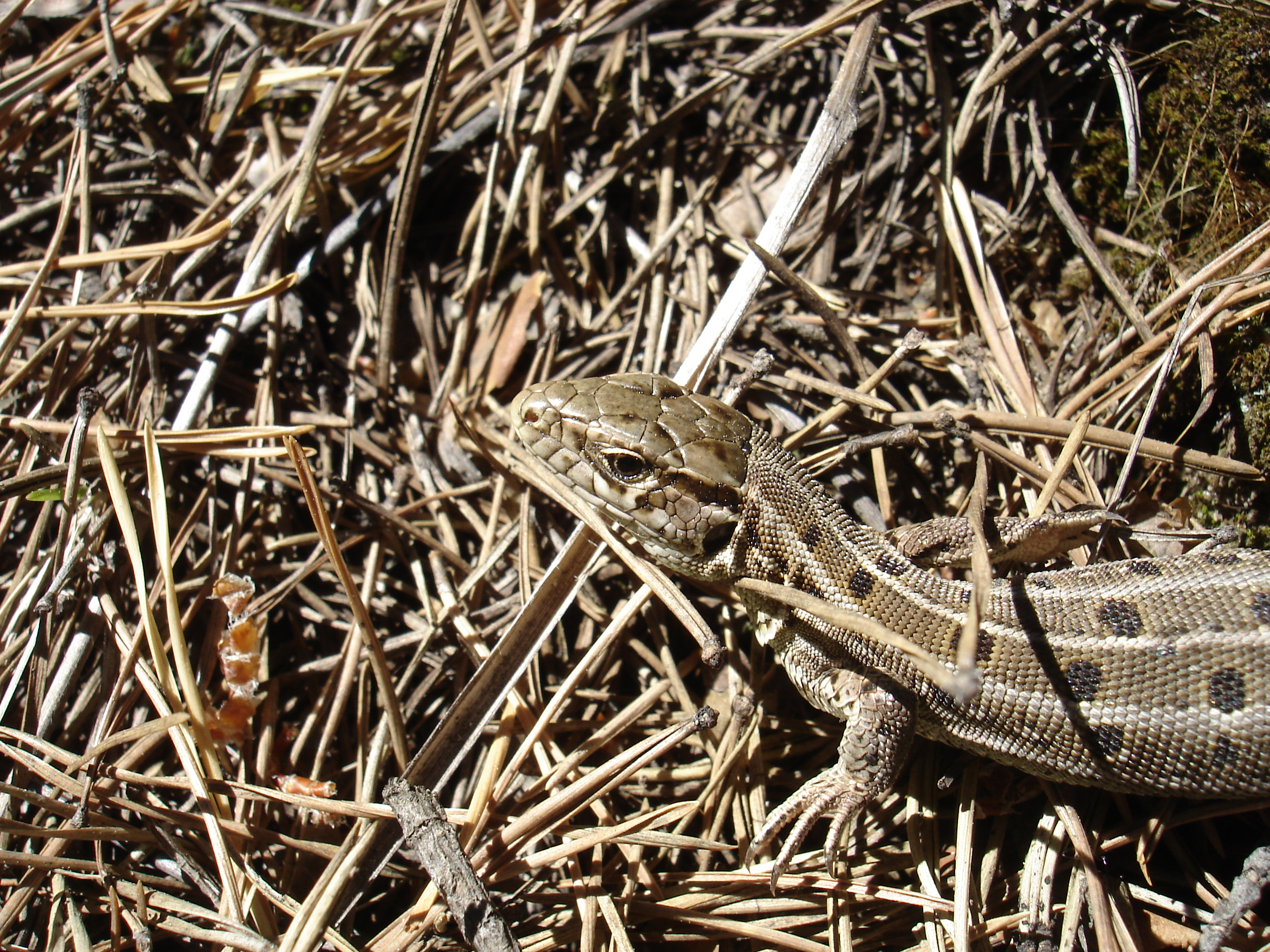
Самка морфы typica exigua
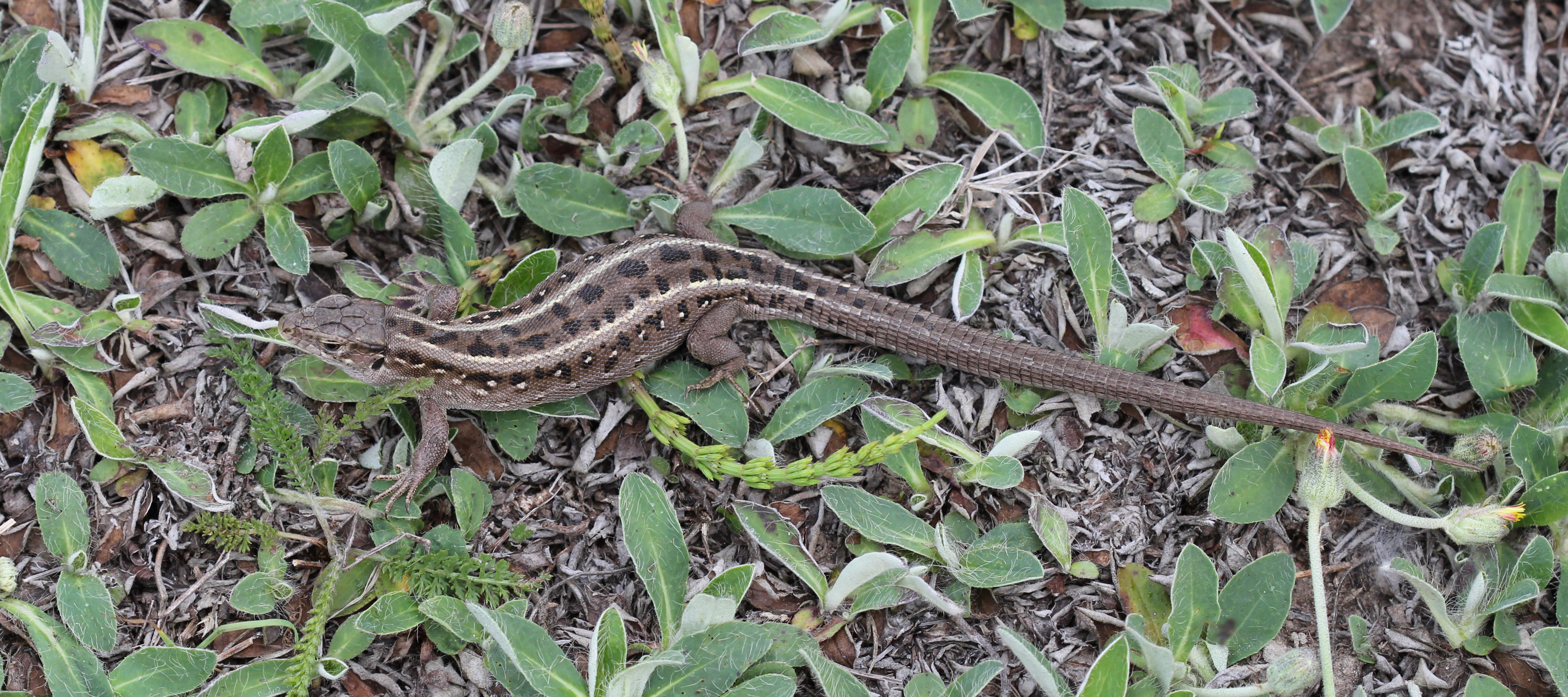
Самка морфы typica agilis
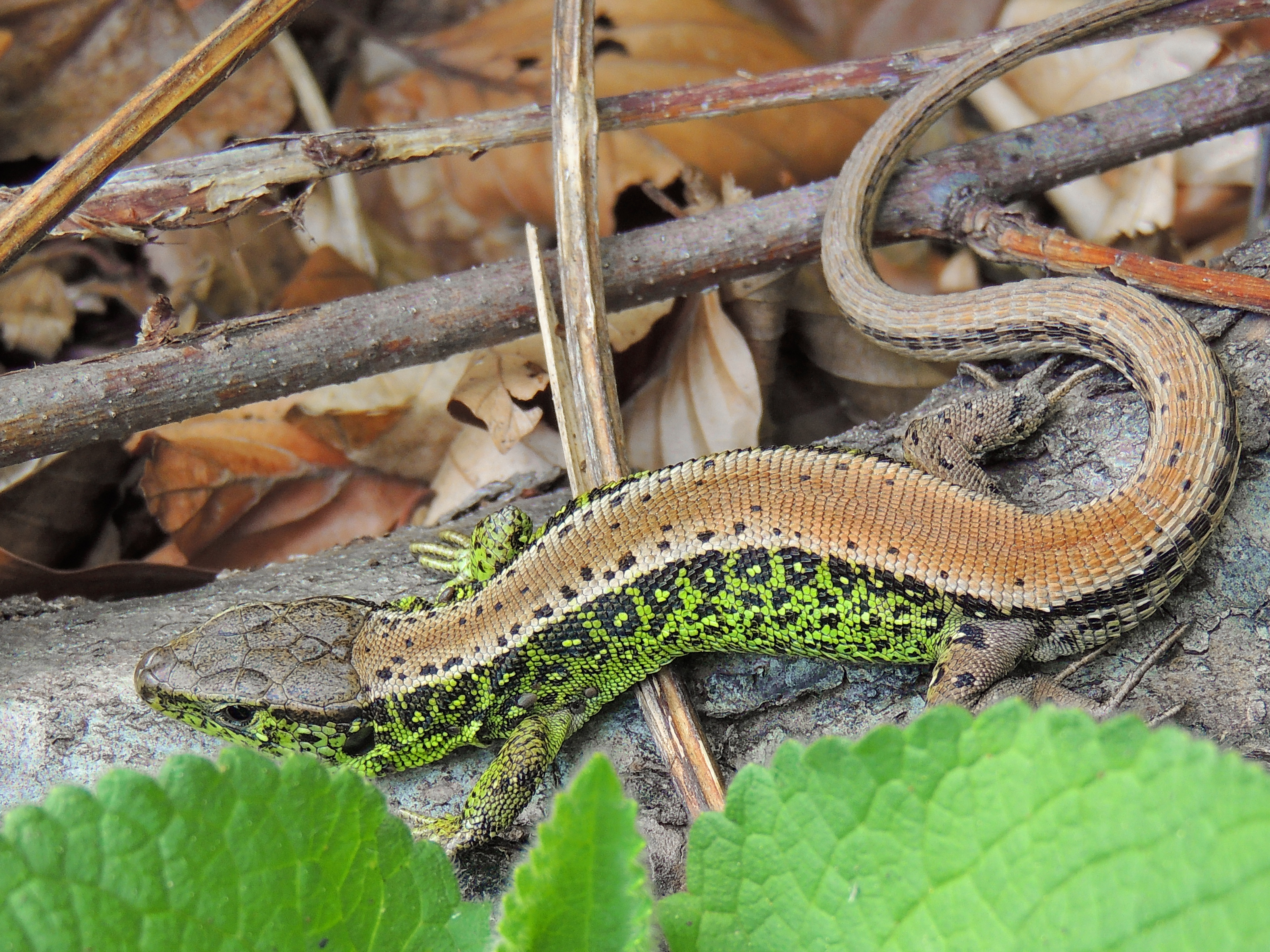
Самец морфы punctato-erythronota
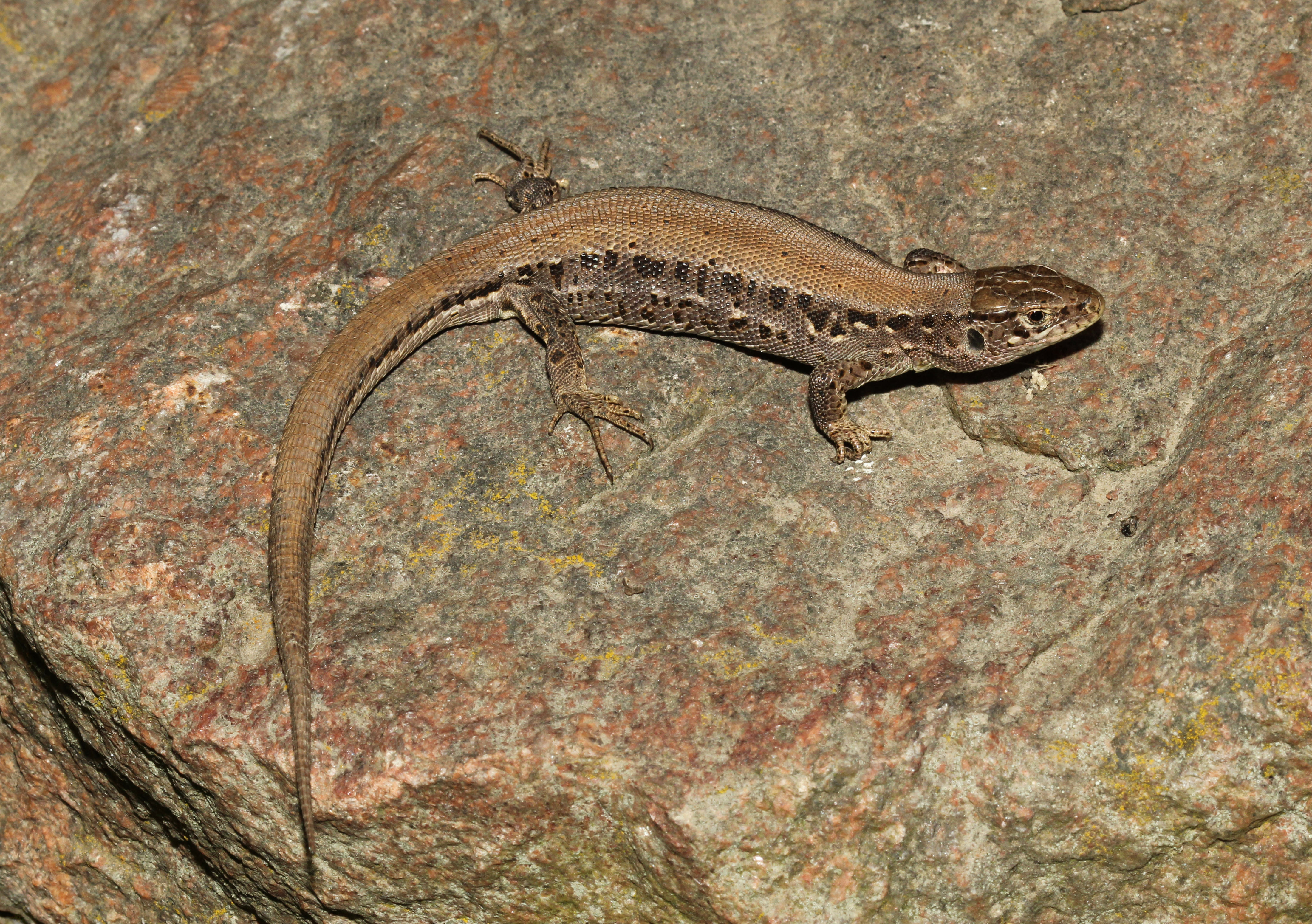
Самка морфы erythronota
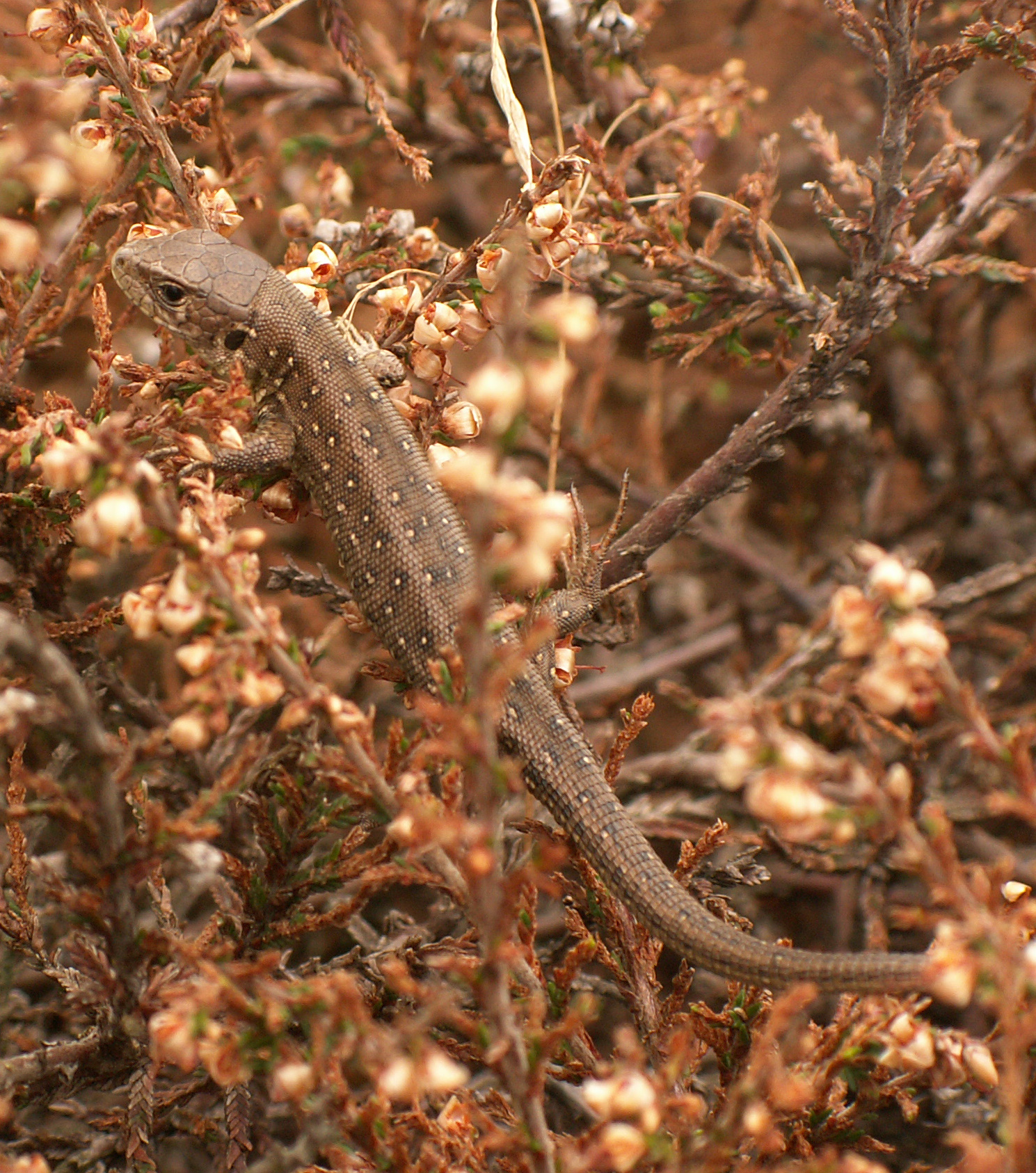
Ящерица морфы ocellata
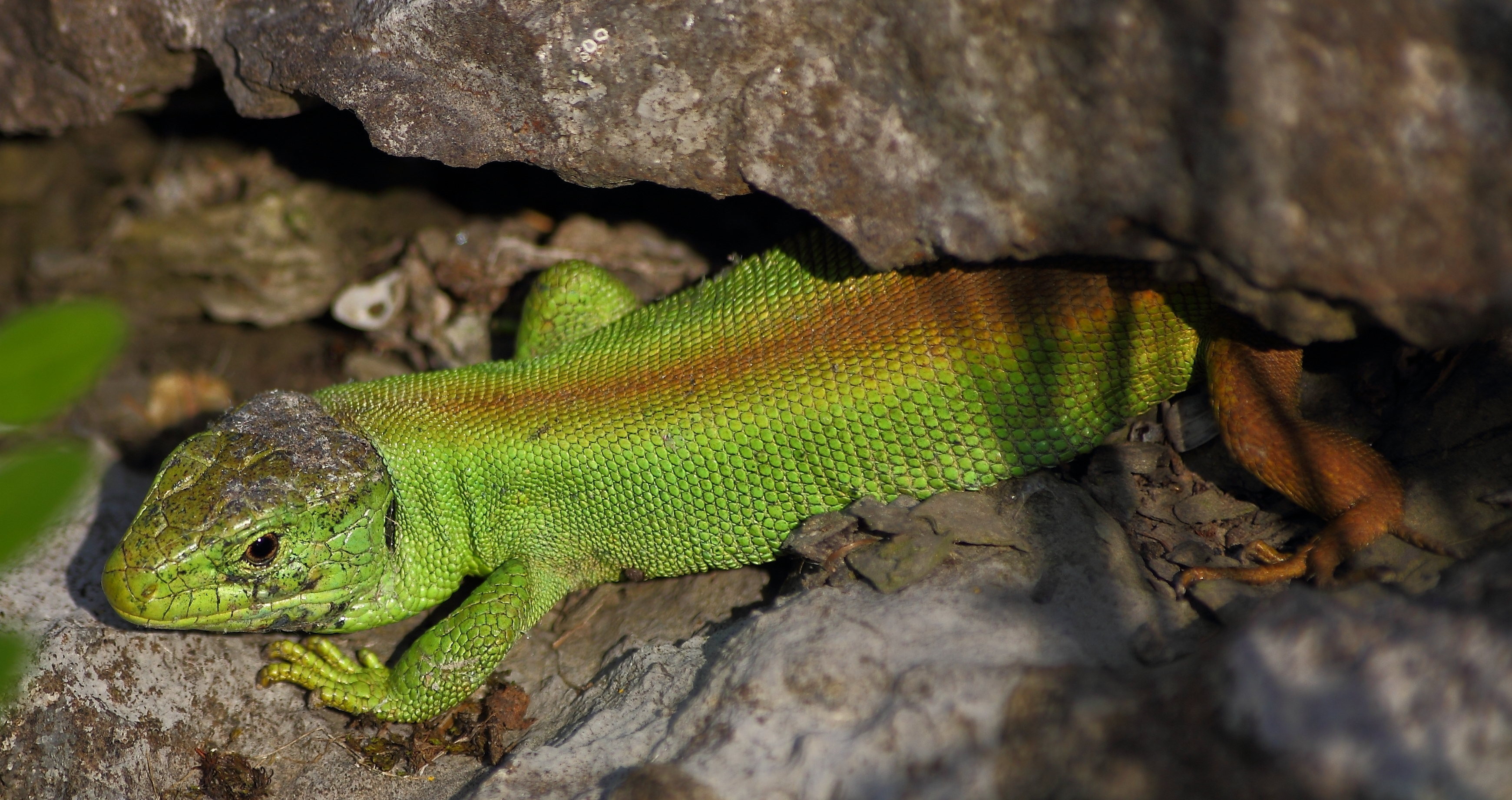
Самец морфы immaculata bicolor
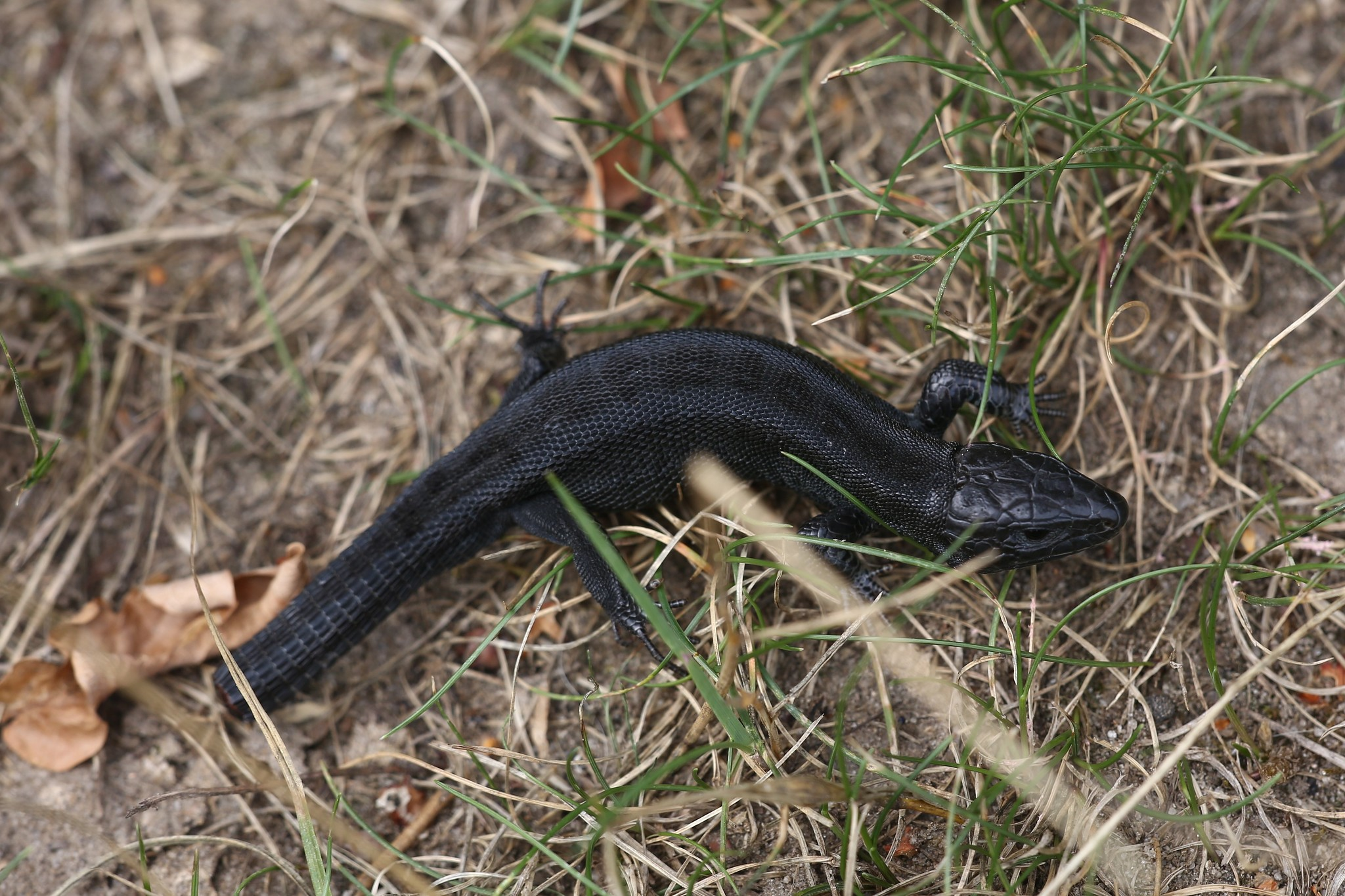
Самец-меланист

### Щиткование
1нижненосовой;
2верхненосовой;
3задненосовой;
4лобноносовой;
5предлобные;
6лобный;
7надглазничные;
8лобнотеменные;
9межтеменной;
10теменной;
11верхневисочные;
12барабанный;
13подглазничный;
14верхнегубные;
15межчелюстной.
Тело прыткой ящерицы покрыто чешуями, которые различаются по размеру. Крупные чешуи называются щитками и расположены в основном на голове. Верхняя часть головы, покрытая щитками, называется пилеусом. Она состоит из пяти непарных (межчелюстной, лобноносовой, лобный, межтеменной и затылочный) и парных (передний и задний носовые, передний и задний скуловые, предлобные, надглазничные, лобнотеменные, теменные) щитков. Сбоку заметны передний и задний скуловые, подглазничный, предглазничные и заднеглазничные, височные и барабанный (часто неразвит) щитки. Впереди подглазничного щитка расположено 5, реже 3 верхнегубных. Межчелюстной щиток, как правило, не касается ноздри. Задненосовых и неносовых щитков 1—3. Скуловых 1—2, реже они отсутствуют. Между верхнересничными и надглазничными щитками может располагаться до 12 мелких чешуек, или зёрнышек, хотя на большей части арела их нет вовсе. Горловая складка выражена слабо. Воротник состоит из 7—12 чешуй, а по средней линии горла чешуек может быть 14—25.
На спине и боках чешуйки мелкие и узкие, с хорошо выраженными рёбрышками. Брюшные щитки значительно крупнее и расположены в 6 продольных рядов. Перед клоакой расположен крупный анальный щиток, который окружён 1—3 рядами преанальных. У самцов анальный щиток шире и у́же, чем у самок, а количество брюшных щитков обычно на 2—3 меньше. Вокруг середины тела 33—54 чешуйки. Особенности расположения чешуй имеют большое систематическое значение и играют важную роль в определении видов и подвидов. Так, прыткая ящерица отличается от живородящей, с которой может обитать совместно, отсутствием шва между верхним заглазничным и теменными щитками.

### Кариотип
Кариотип прыткой ящерицы содержит 19 пар хромосом: 1 пару половых и 18 пар аутосом. Как и для других настоящих ящериц, для вида характерно ZW-определение пола, при котором гетерогаметным полом является женский. Размер генома составляет около 1,4 гБ.

## Распространение
Обитает почти на всей территории Европы и на значительной части Азии. В Европе её ареал охватывает южную Англию, где проходит северная граница её распространения (по 53° 40' с. ш.), Нидерланды, большую часть Бельгии, Францию, где на западе достигает Атлантического побережья лишь в некоторых местах, в том числе в Вандее, а на юге ограничивается горными районами. В западных Пиренеях в северо-восточной Испании и Андорре находится изолированная популяция этого вида. Далее ареал проходит по Германии, Австрии и Швейцарии, ограничиваясь с юга Альпами и проникая в горы лишь по долинам рек. В Италии прыткая ящерица встречается в приграничных районах Пьемонта, Тироля и Фриули. На Балканы вид проникает в горные районы Словении, Хорватии, Боснии и Герцеговины, Сербии, Черногории, Албании, Северной Македонии, Болгарии и северной Греции. При этом он не доходит до Адриатического и Эгейского морей. Южная граница ареала проходит по Родопским горам до 39° с. ш. В европейской части Турции прыткая ящерица не известна. В Румынии, Венгрии, Чехии, Словакии и Польше ящерица распространена повсеместно, кроме высокогорных районов. Широко распространена она и в Дании, где плотность населения снижается лишь на западном побережье. В Швеции прыткая ящерица обитает на юге, не проникая дальше 61° с. ш. Встречается также на некоторых островах Северного моря. Известна из окрестностей Турку в Финляндии.
На территории бывшего СССР прыткая ящерица распространена повсеместно в Молдове, Беларуси, в странах Прибалтики и на Украине. В России северная граница проходит по северу Ленинградской области и достигает южной Карелии в районе 62° с. ш., далее через Вологодскую и Кировскую области спускается на юг, пересекая Урал по северу Свердловской области, и снова поднимается до 60° с. ш. в Западной Сибири. На восток граница идёт вдоль таёжной зоны, постепенно двигаясь на юг, достигая 54° 30' в Прибайкалье. Прыткая ящерица обитает также в южном Забайкалье, в восточном Семиречье, северо-западной Монголии (Ховд) и на западе Синьцзян-Уйгурского автономного района в Китае. После ареал заходит узким клином в Иссык-кульскую котловину и обходит озеро Балхаш с востока. Южная граница проходит в Казахстане от северного берега Балхаша до устья Эмбы. На Кавказе встречается почти повсеместно, кроме сплошных горных лесов и высокогорий. В Закавказье широко распространена по Армянскому нагорью, где составляет изолированную от северокавказских популяций группировку. В Турции известна на северо-востоке, на черноморском побережье у границы с Грузией.

## Образ жизни и поведение

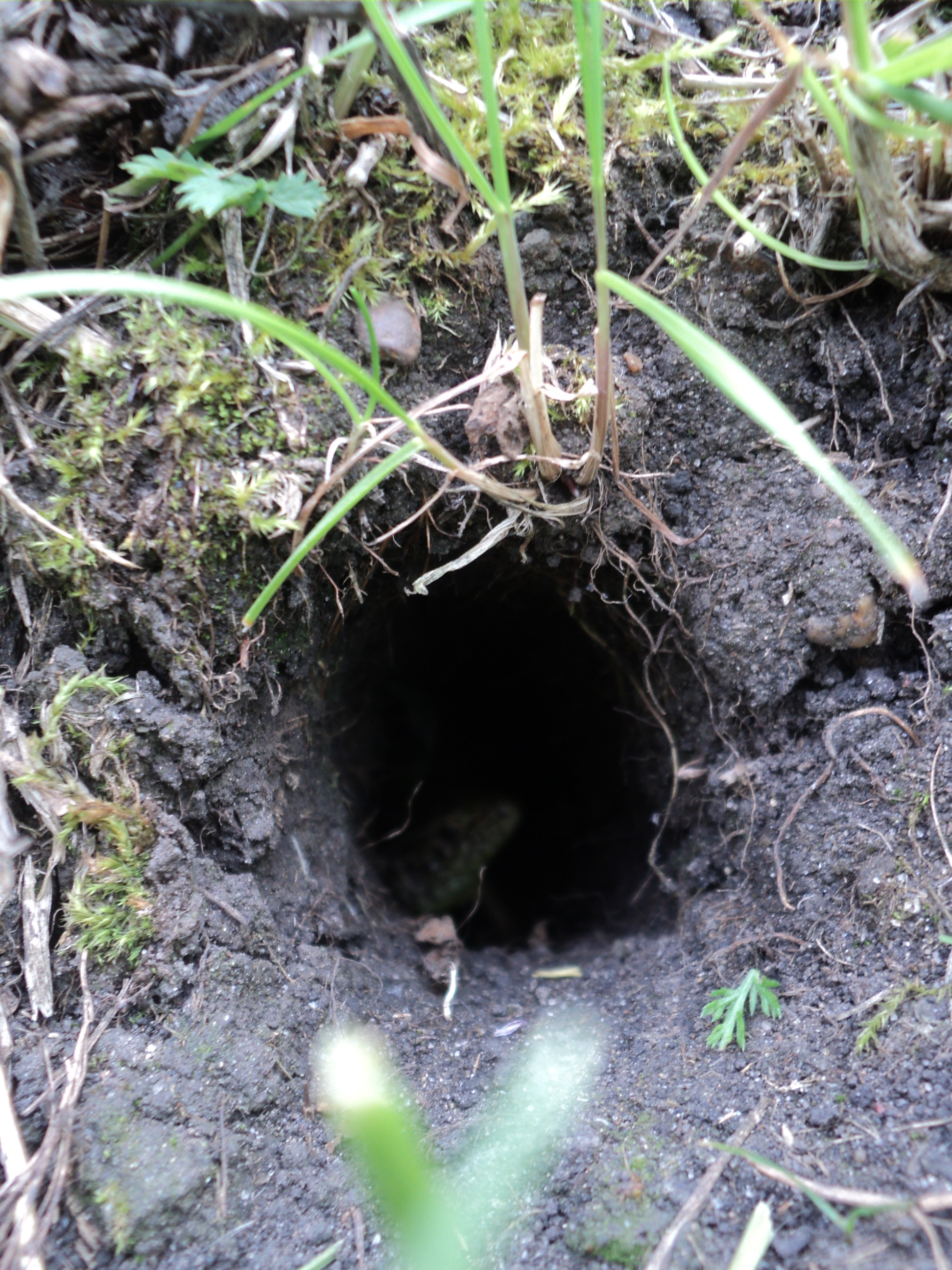
Нора ящерицы

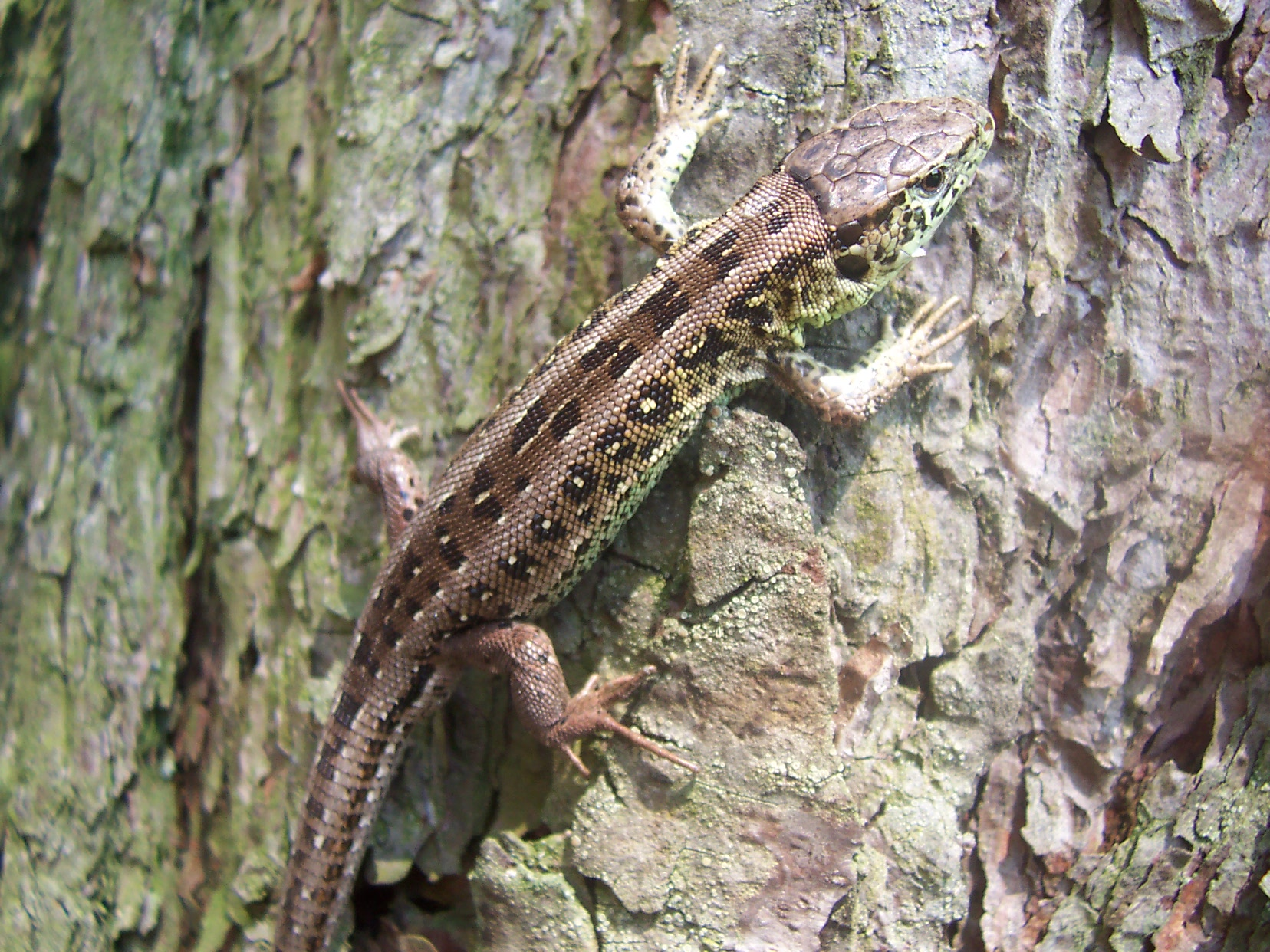
Прыткая ящерица взбирается на дерево

Как правило обитает в сухих хорошо прогреваемых биотопах. Встречается в степях, долинах рек, на склонах оврагов и балок, по обочинам дорог, на опушках лесов, в разреженных сосновых и лиственных лесах. Может проникать в зону полупустыни и на окраины песков. В горах придерживается остепнённых склонов и горных лугов. В качестве убежищ используют норы грызунов, пустоты между камнями, старые пни и собственные норы до 70 см длиной. Может невысоко взбираться на деревья и кустарники.

### Питание

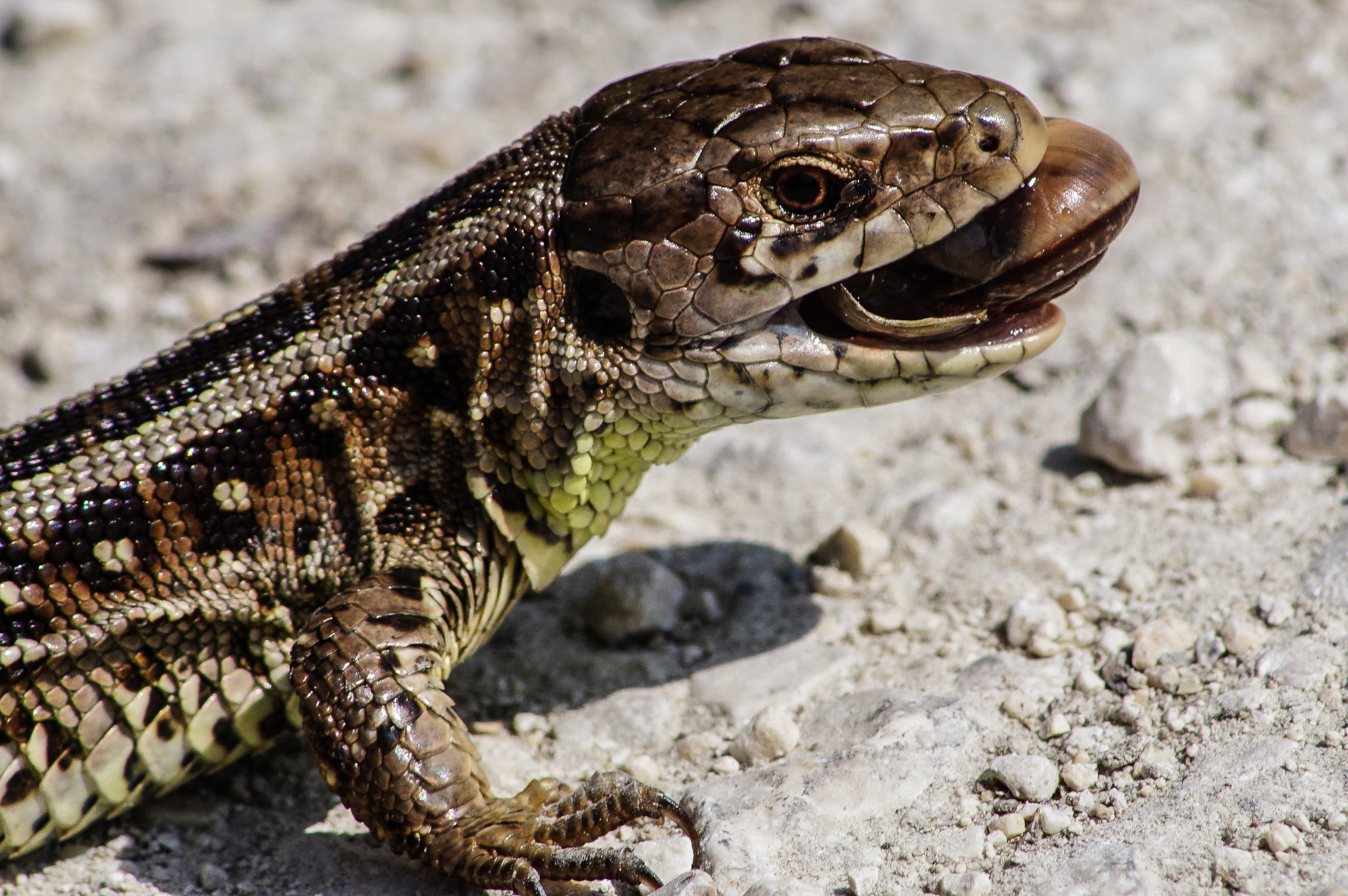
Прыткая ящерица с улиткой во рту

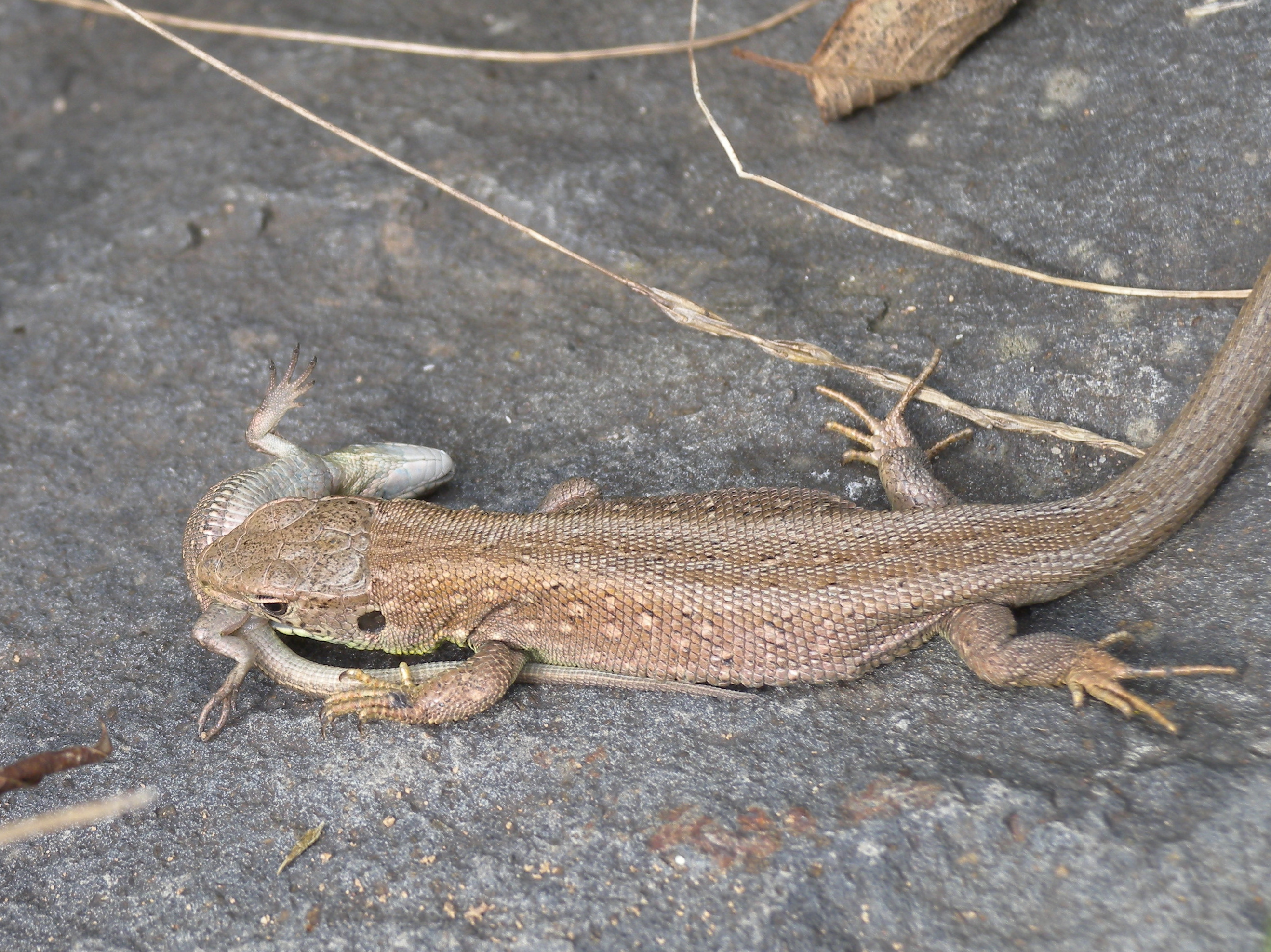
Каннибализм у прытких ящериц

Пищей этой ящерицы служат взрослые насекомые (жуки, бабочки, прямокрылые, двукрылые, клопы, перепончатокрылые, стрекозы), личинки жуков, гусеницы, пауки, мокрицы, земляные черви, моллюски. Кроме того, могут поедать ящериц других видов (живородящая ящерица, разноцветная ящурка), а также молодняк своего вида. Причём чаще всего в желудках оказываются не целые рептилии, а лишь отброшенные хвосты.
Во время охоты ящерица взбирается на какое-либо возвышение рядом с небольшим растением и выжидает. Заметив на нём муравья, муху или бабочку, ящерица делает 2—3 шага и совершает прыжок, хватая насекомое. Пойманную добычу ящерица сжимает челюстями и трясёт из стороны в сторону, раздавливая её, а затем глотает. Может также ловить пролетающих над ней насекомых в прыжке. Нередко пищу добывает и на деревьях и кустарниках, по которым может хорошо лазать.
Иногда ящерицы поглощают и растительную пищу. Чаще всего это кусочки листьев или цветков, случайно проглоченные при ловле добычи. Однако известны случаи поедания прыткими ящерицами плодов шелковицы и земляники.
Так как потребность в воде у ящериц незначительна, основным её источником являются поедаемые беспозвоночные. Несмотря на это, в жаркое время прыткие ящерицы могут слизывать капли росы с различных предметов.

### Размножение

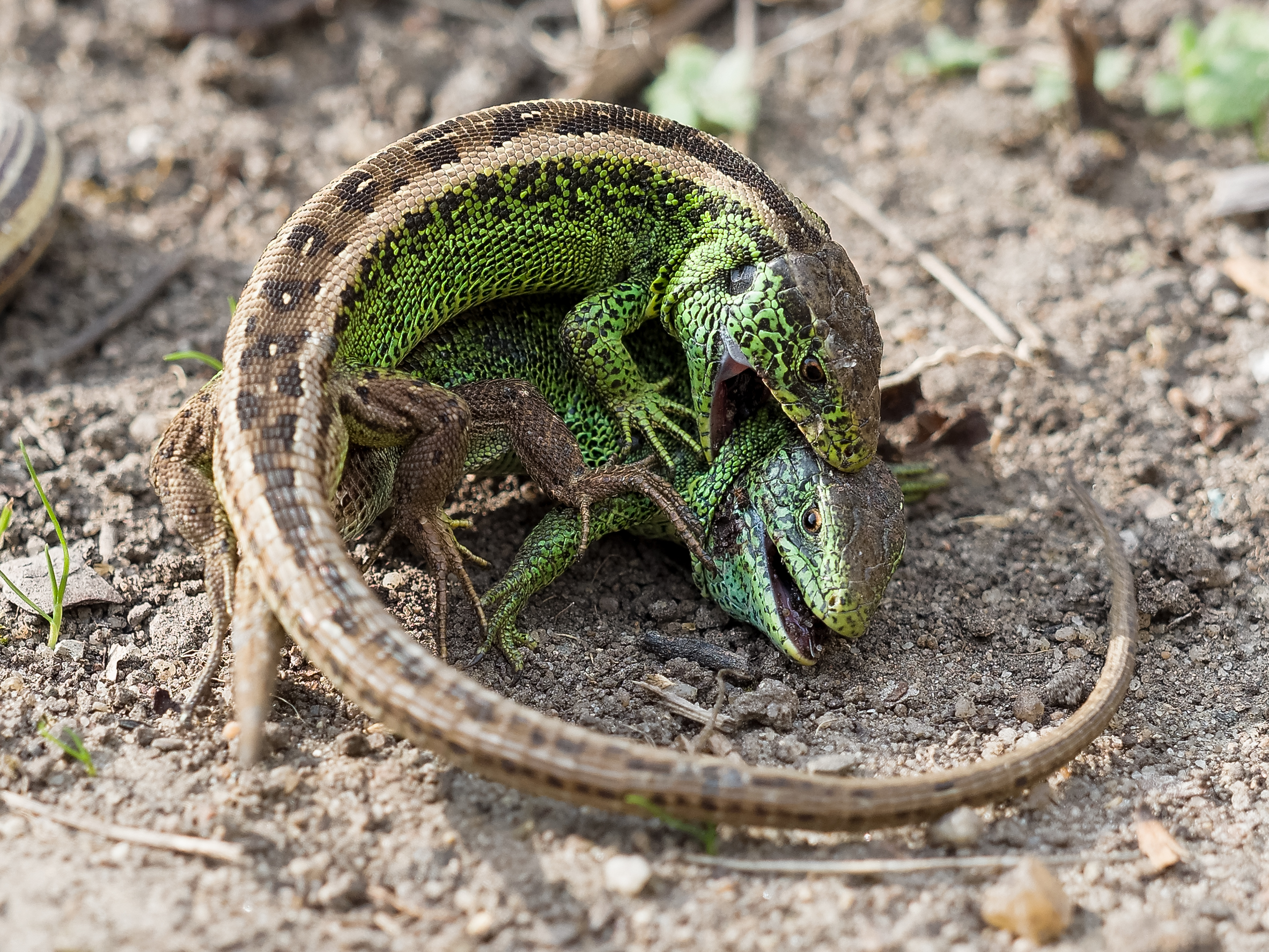
Схватка самцов

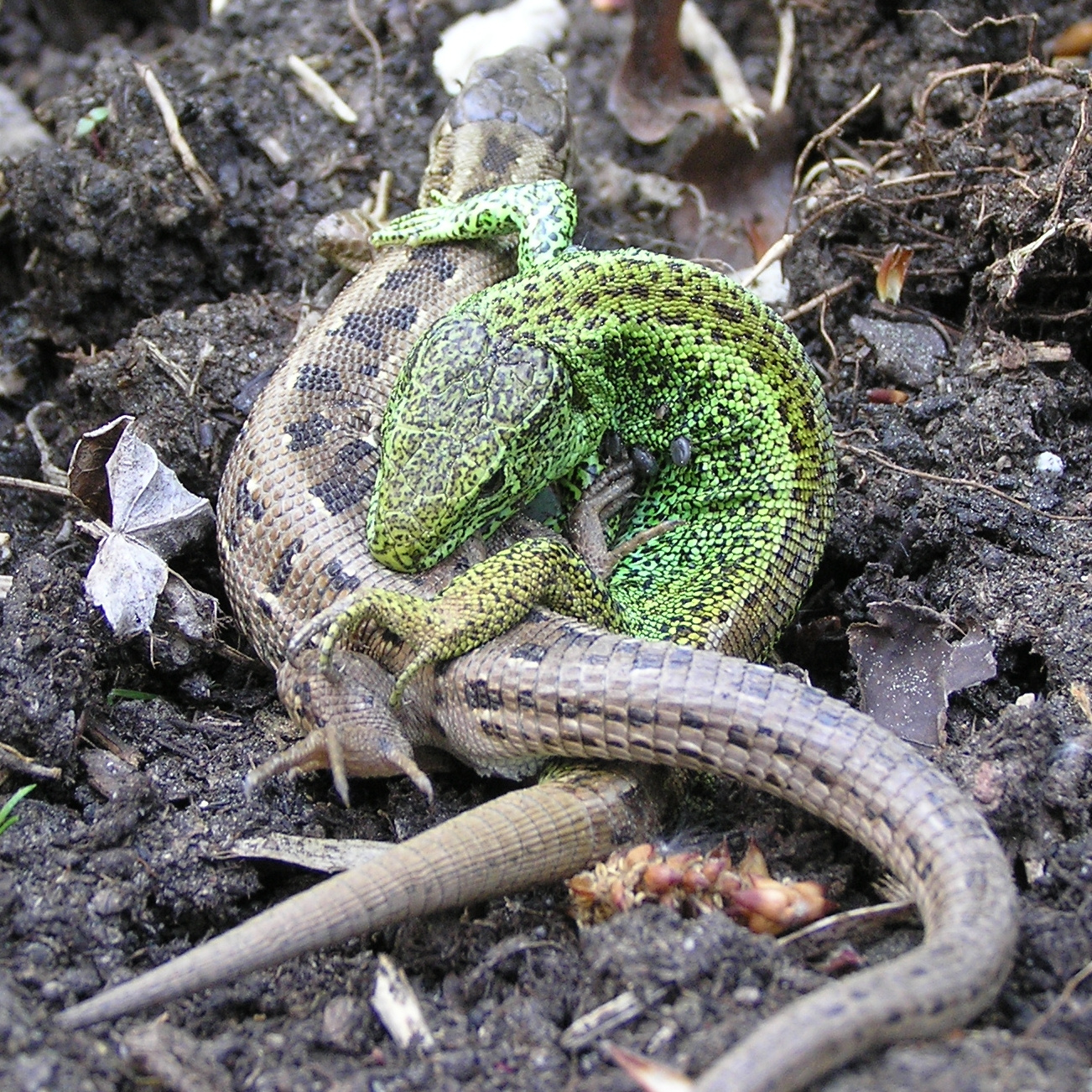
Копуляция

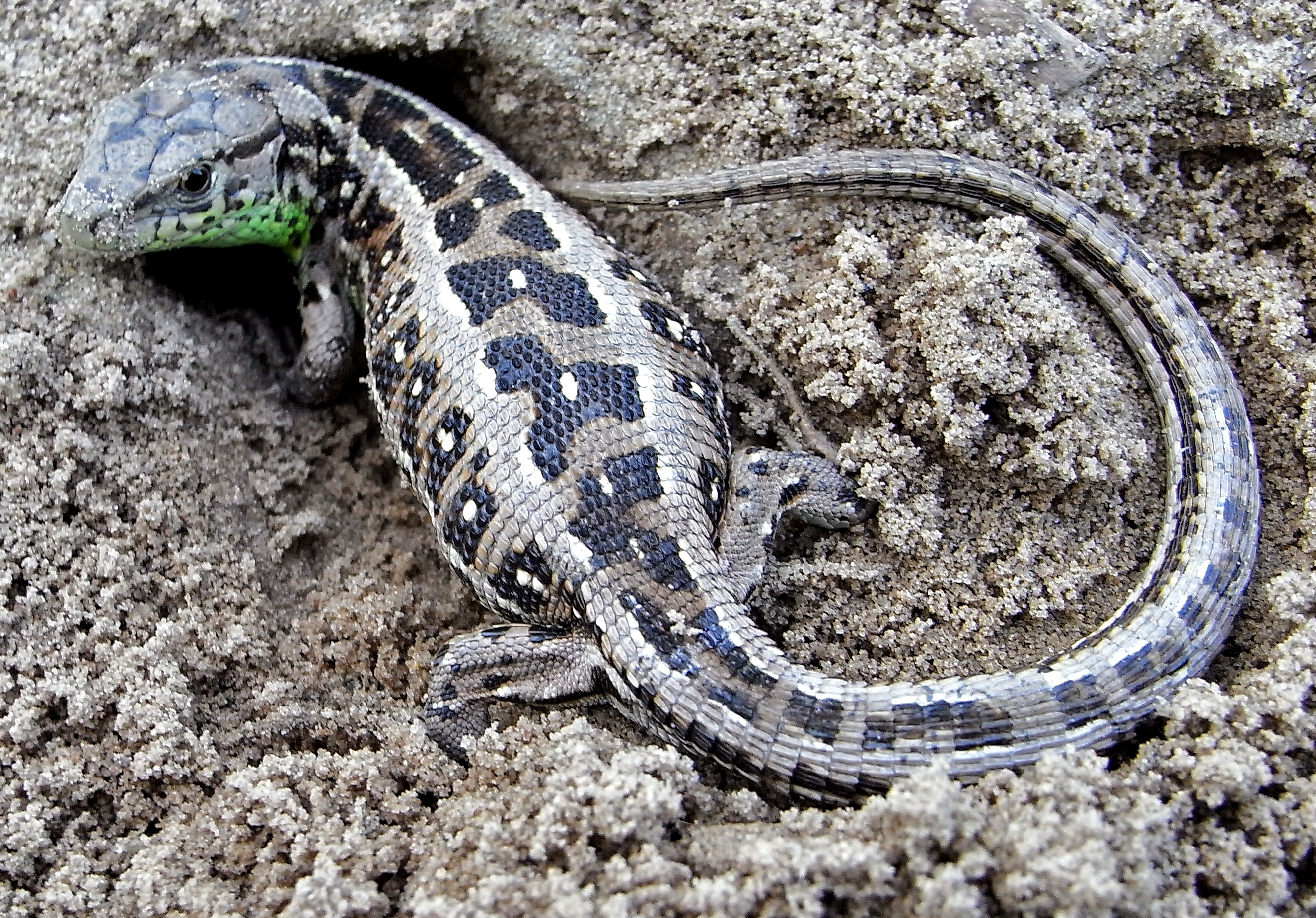
Откладывание самкой яиц

Половой зрелости прыткие ящерицы достигают в 2 года. В брачный период ящерицы обоих полов часто обитают совместно.
Самцы могут устраивать схватки между собой за самку. При встрече они принимают угрожающую позу, становясь под углом друг к другу, приподнимаясь на передних ногах и сжимая переднюю часть тела с боков. Так они постепенно сближаются. Нередко более слабый самец убегает, но чаще происходят бои. В ходе них каждый самец старается схватить противника за шею или голову или опрокинуть на спину. Проигравший лежит несколько секунд на спине и убегает, в то время как победитель гонится за ним ещё несколько метров.
Самцы предпочитают более крупных самок, что повышает их репродуктивный успех, так как размер кладки зависит от размеров самки. Вместе с тем, самцы ограничены в выборе собственными размерами, из-за того, что мелкие самцы не могут захватить челюстями более крупных самок. Самки избирательны в отношении самцов лишь вне периода размножения, когда они могут отказать самцу в спаривании, кивая головой.
Перед спариванием самец приподнимается на передних лапах, раздувая горловой мешок и поворачиваясь к самке боком. Оказавшись позади самки, он хватает за хвост, постепенно подбираясь всё ближе к туловищу, пока не схватит за бок. После этого он резким движением изгибает своё тело так, чтобы его клоака оказалась напротив клоаки самки. Происходит спаривание. В ходе него самка также может покусывать самца. Иногда она ведёт себя агрессивно, вырываясь и убегая. Спаривание длится 2—4 минуты, но после него самец может ещё некоторое время (до 3 дней) охранять самку от других самцов.
Самка может спариваться с несколькими самцами за сезон, выбирая для оплодотворения сперму наиболее генетически отдалённого партнёра.
В конце мая — середине июня самка делает первую кладку с 4—15 яйцами. Время откладки яиц зависит от широты, погодных условий и размеров самки (более крупные ящерицы откладывают яйца раньше). Кроме того, на севере ареала самки прытких ящериц задерживают откладку яиц, чтобы ускорить эмбриональное развитие, что, как считается, напоминает начальную стадию перехода к живорождению. Через 50—55 дней из яиц выходят детёныши с длиной тела без хвоста 2,3—3,4 см. Размер детёнышей зависит от доступности пищи для матери и размера кладки: чем больше в кладе яиц, тем меньше будет средний размер детёнышей. Молодые особи второй генерации появляются на свет в сентябре—октябре.

### Активность
Этот вид ведёт дневной образ жизни. Весной и осенью он имеет один пик активности, а летом — два: утренний и вечерний с перерывом в самое жаркое время суток. В прохладную погоду, а также перед и после выхода из убежища ящерица греется в лучах солнца.
Осенью ящерицы уходят в зимнюю спячку. Из-за разнообразия климатических условий на протяжении её ареала, сроки зимовки разных популяций различны. Так, в районе Перми ящерицы уходят в спячку в начале сентября, а на Кавказе — в октябре—ноябре. Первыми на зимовку уходят взрослые особи, а затем сеголетки. По мнению Н. Н. Щербака это связано с большей, по сравнению со взрослыми ящерицами, пластичностью по отношению к температуре среды. Зимуют ящерицы в норах, под корнями деревьев, во мху, под опавшими листьями. Выход из спячки происходит с марта по май в зависимости от температурных условий.
В некоторых регионах при повышении температуры и резком понижении влажности у прытких ящериц наблюдается и летняя спячка.

### Территориальное поведение
Прыткая ящерица ведёт оседлый образ жизни. Отдельные особи живут поодиночке и имеют индивидуальные участки, включающие убежища и места кормления. Их они тщательно охраняют от других особей, становясь очень агрессивными при их приближении. Больше всего агрессивное поведение выражено во взаимоотношениях особей одинакового размера, в то время как взаимодействие крупных и мелких ящериц несёт более сглаженный характер. Прыткая ящерица может проявлять агрессию и к другим видам позвоночных, например к разноцветной ящурке и зелёной жабе.

### Защита
В случае опасности ящерица пытается убежать и спрятаться в убежище. Им может выступать нора или растительность. Отмечено, что прыткие ящерицы могут взбираться по стволам деревьев на высоту до 6—8 м (по некоторым данным до 25 м). При этом они двигаются по спирали, часто меняя направление. В процессе бега ящерица может достигать скорости до 8 м/с, но уже через 10—20 м она устаёт и становится малоподвижной. Бегает прыткая ящерица зигзагообразно, резко меняя направление, чтобы запутать преследователя.

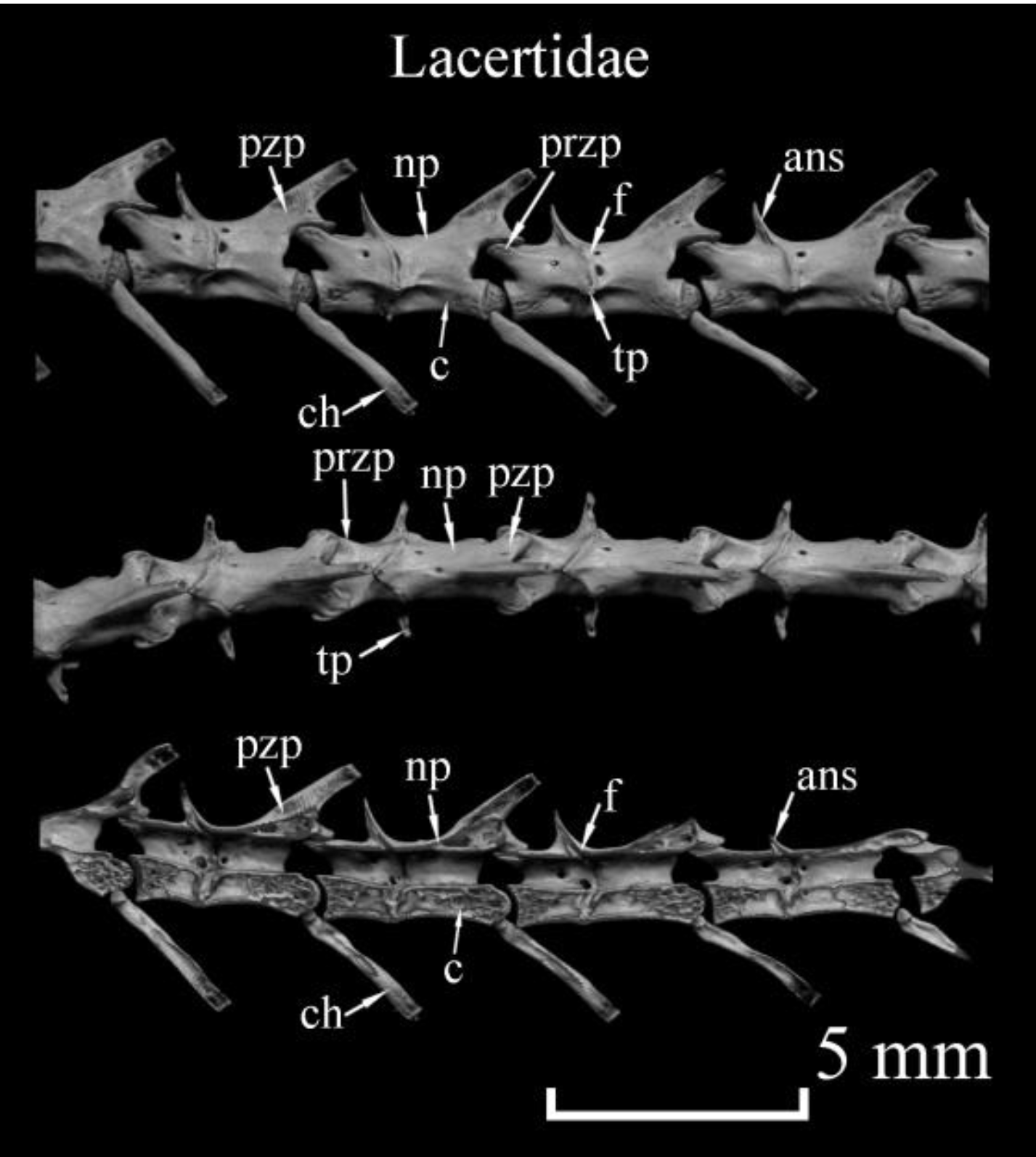
Микро-КТ хвоста прыткой ящерицы. Плоскость перелома обозначена буквой f

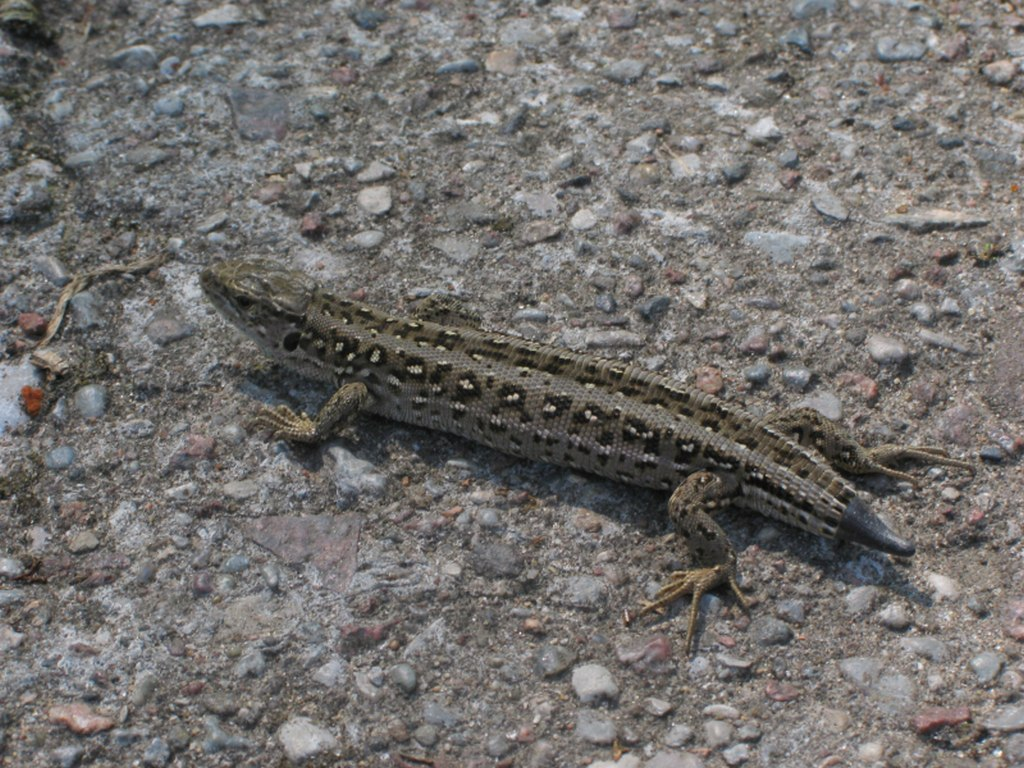
Регенерация хвоста

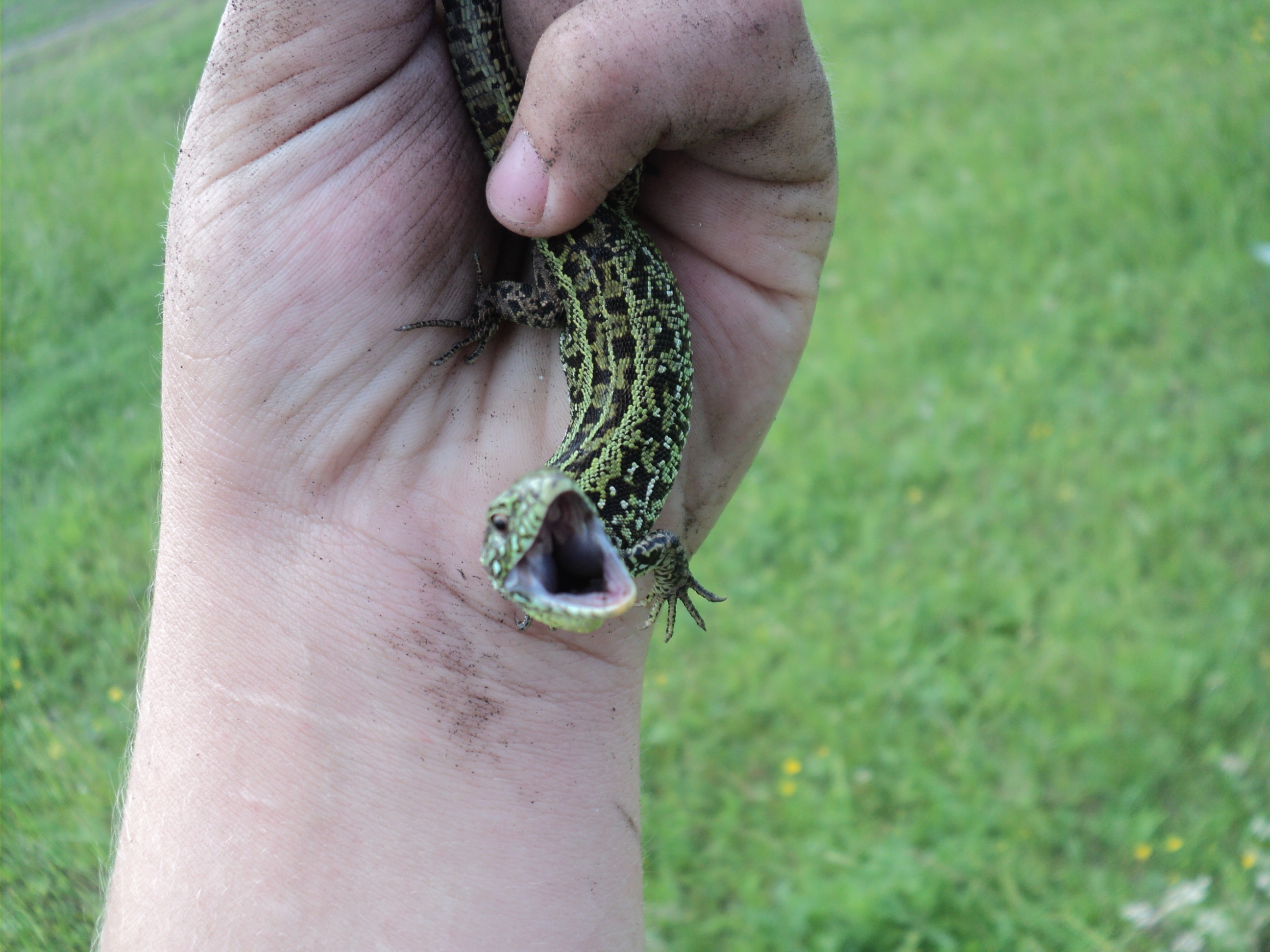
Схваченная ящерица в угрожающей позе

Прыткие ящерицы способны к отбрасыванию хвоста, или каудальной автотомии. При этом происходит переламывание позвонка вдоль хрящевой пластинки, называемой плоскостью перелома. Она расположена в позвонке и разделяет его на 2 сегмента. Такой тип автотомии называется интравертебральным и характерен для представителей семейства настоящие ящерицы. Отброшенный хвост извивается, отвлекая внимание хищника и давая ящерице сбежать. По числу особей с отброшенным хвостом можно судить о давлении хищников.
Рост нового хвоста у прыткой ящерицы начинается лишь через 10—15 дней после автотомии. До этого момента на кончике хвоста заметен лишь гладкий тёмный конус около 1 мм длиной. На вторую или третью неделю после автотомии на регенерате начинают формироваться чешуйки. Они образуются иначе, чем на нерегенерировавших участках и отличаются по форме и размеру. В некоторых случаях при регенерации могут происходить нарушения, при которых хвост раздваивается.
Помимо отбрасывания хвоста, ящерицы могут прибегать и к другим методам защиты. Так, часто ящерицы выделяют из клоаки экскременты, чтобы отпугнуть хищника. Кроме того, будучи схваченными, они стараются вывернуться, извиваясь, шипя и кусая схватившего. В редких случаях ящерицы могут попытаться устрашить хищника, шипя и прыгая с открытой пастью навстречу.

## Враги

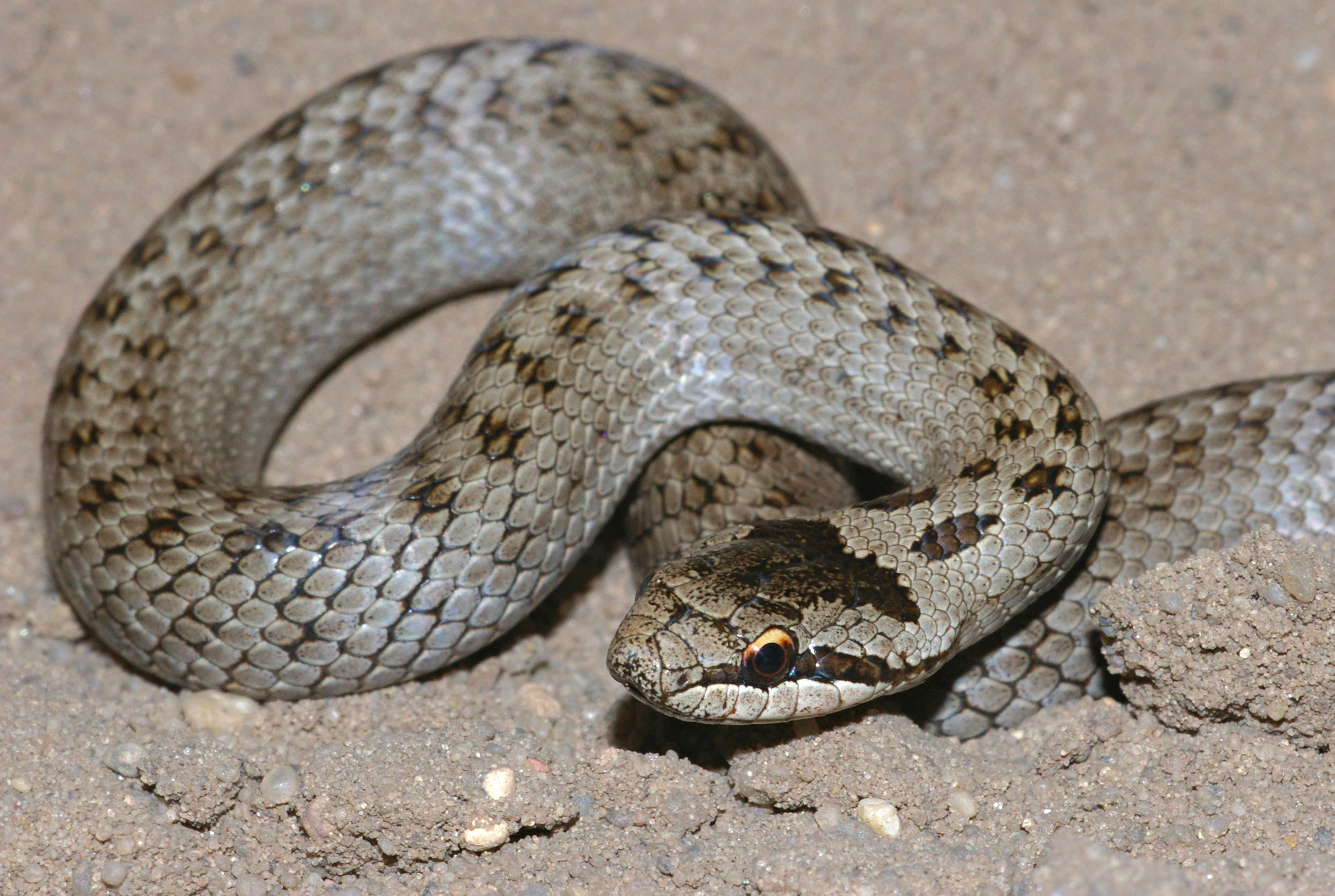
Медянка — один из главных врагов прыткой ящерицы

Прыткая ящерица служит пищей для разных групп животных. Среди них многие рептилии: зелёная ящерица, каспийский полоз, сарматский полоз, узорчатый полоз, степная гадюка. Особенно выделяется обыкновенная медянка, питающаяся преимущественно ящерицами.

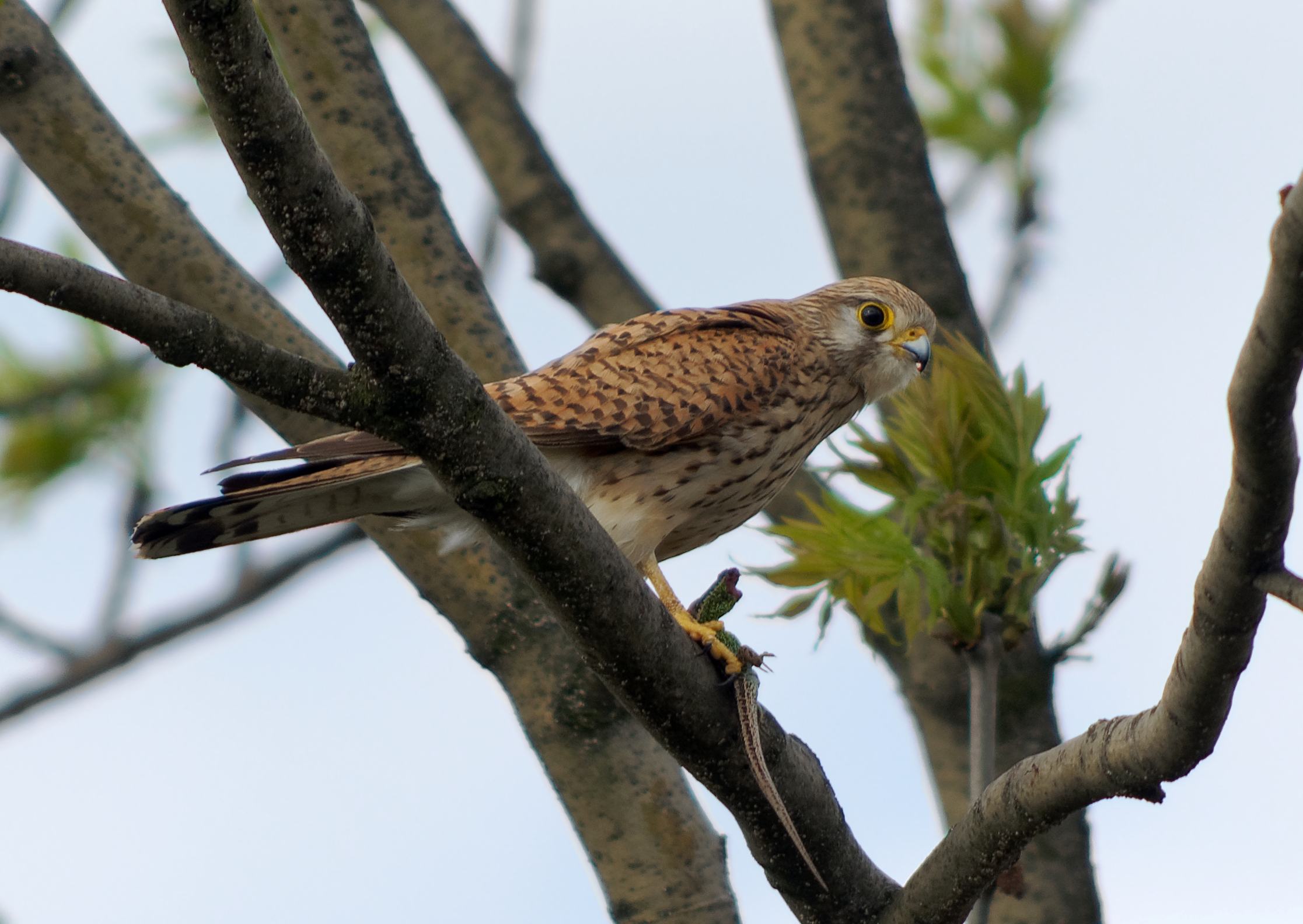
Пустельга с пойманной прыткой ящерицей

Прыткой ящерицей могут питаться многие птицы (цапли, аисты, осоед, чёрный и красный коршуны, перепелятник, тетеревятник, канюки, малый подорлик, змееяд, луни, кобчик, обыкновенная и степная пустельга, глухарь, фазан, дрофа, чайконосая крачка, хохотунья, серебристая чайка, совы, сорокопуты, врановые).
Из млекопитающих ящериц могут поедать ежи, кроты, хомяки, куньи, лисицы, енотовидные собаки, лесной кот, а также домашние собаки и кошки.
Известен случай нападения на неё обыкновенного богомола.

## Паразиты

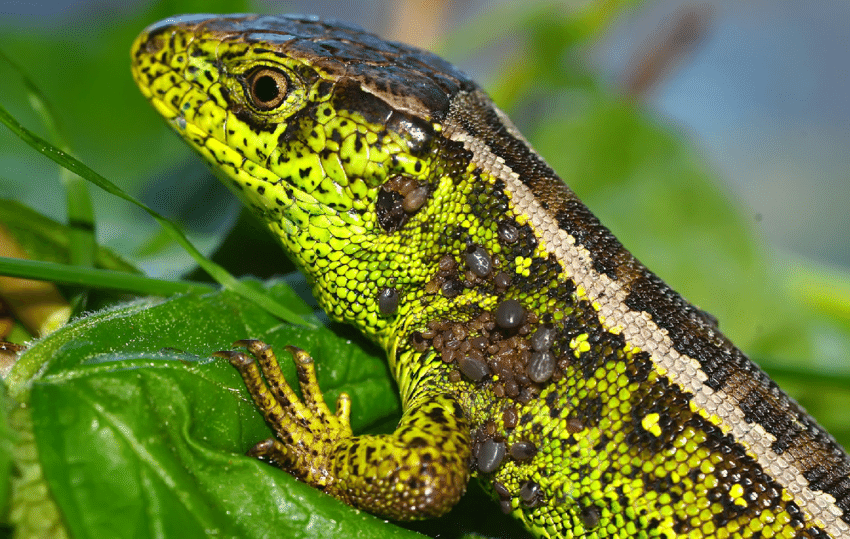
Прыткая ящерица с присосавшимися к ней клещами

Из апикомплекс на прыткой ящерице могут паразитировать кокцидии рода Karyolysus (Karyolysus lacazei, Karyolysus lacertae, Karyolysus latus, Karyolysus minor), а также Sauroplasma boreale.
Трематоды, паразитирующие на прыткой ящерице, в основном обитают в кишечнике (Candidotrema loosi, Pleurogenes claviger, Pleurogenoides medians, Prosotocus confusus, Plagiorchis elegans, Plagiorchis maculosus,Metaplagiorchis mollini), хотя известен и паразит жёлчного пузыря (Paradistomum mutabile).
Цестоды известны из кишечника (Nematotaenia tarentolae, Oochorestica tuberculata), а также из полости рта, печени и других внутренних органов (Mesocestoides lineatus) прыткой ящерицы.
Нематоды паразитируют на органах пищеварительной системы и других внутренних органах прытких ящериц (Spauligodon lacertae, Oswaldocruzia goecei, Abbreviata abbreviata, Thubunasa smogorzevskii, Ascarops strongylinae, Physocephalus sexalatus, Spirocerca lupi, Physaloptera clausa, Agamospirura magna).
На прыткой ящерице зарегистрировано 20 видов клещей. Из них 15 относятся к иксодовым клещам (Ixodes ricinus, Ixodes persulcatus, Ixodes redikorzevi, Haemophysalis inermis, Haemophysalis punctata, Haemophysalis sulcata, Haemophysalis otophila, Haemophysalis caucasica, Haemophysalis concinna, Boophilus calcaratus, Dermacentor pictus, Dermacentor marginatus, Rhipicephalus bursa, Rhipicephalus turanicus, Hyalomma plumbeum), 4 — к краснотелкам (Trombicula pilosa, Trombicula tragardhiana, Trombicula automnalis, Trombicula pulchra), и 1 вид (Sauronyssus saurarum) — к гамазовым.

## Систематика и филогения

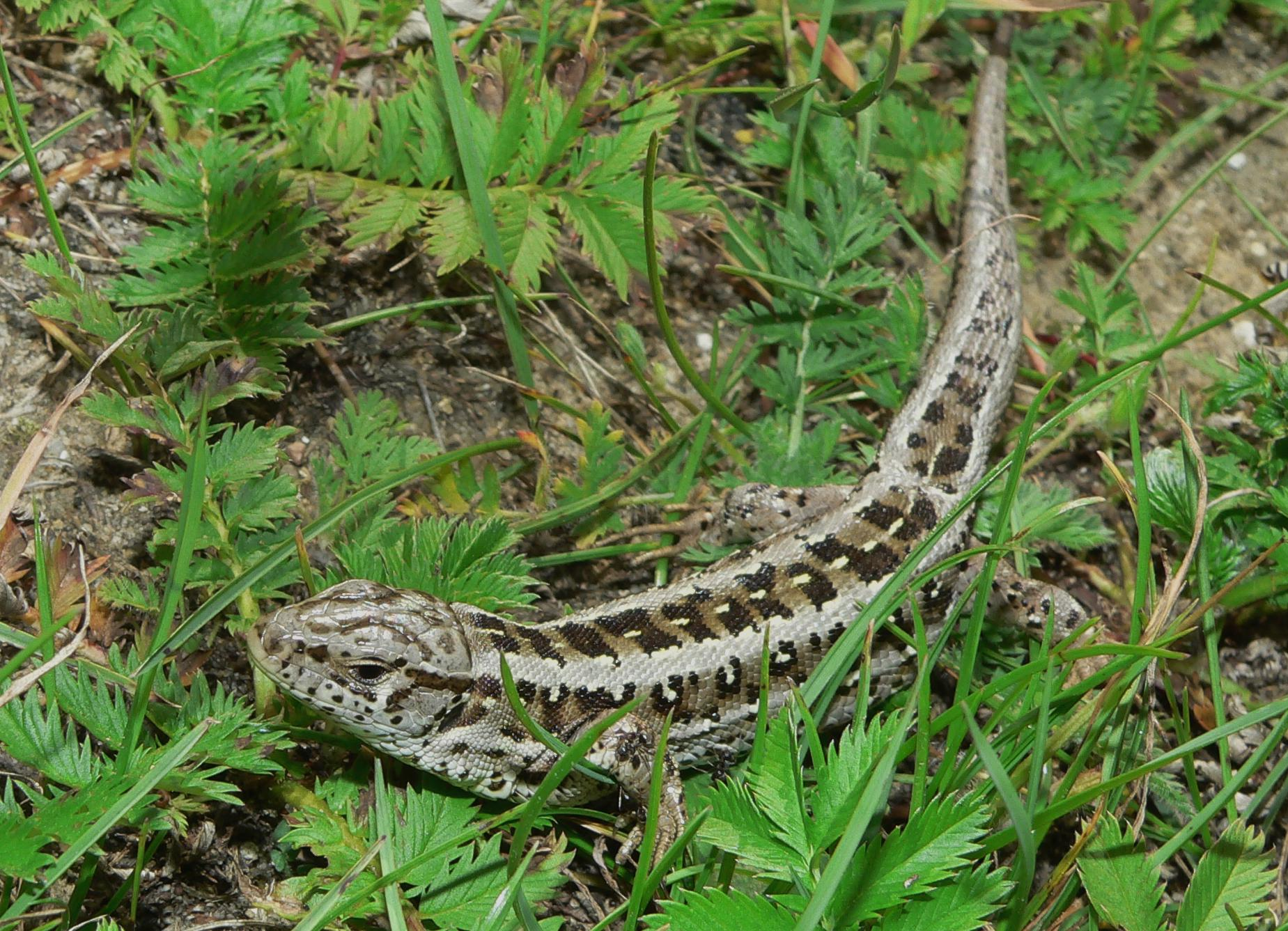
Самка L. a. argus

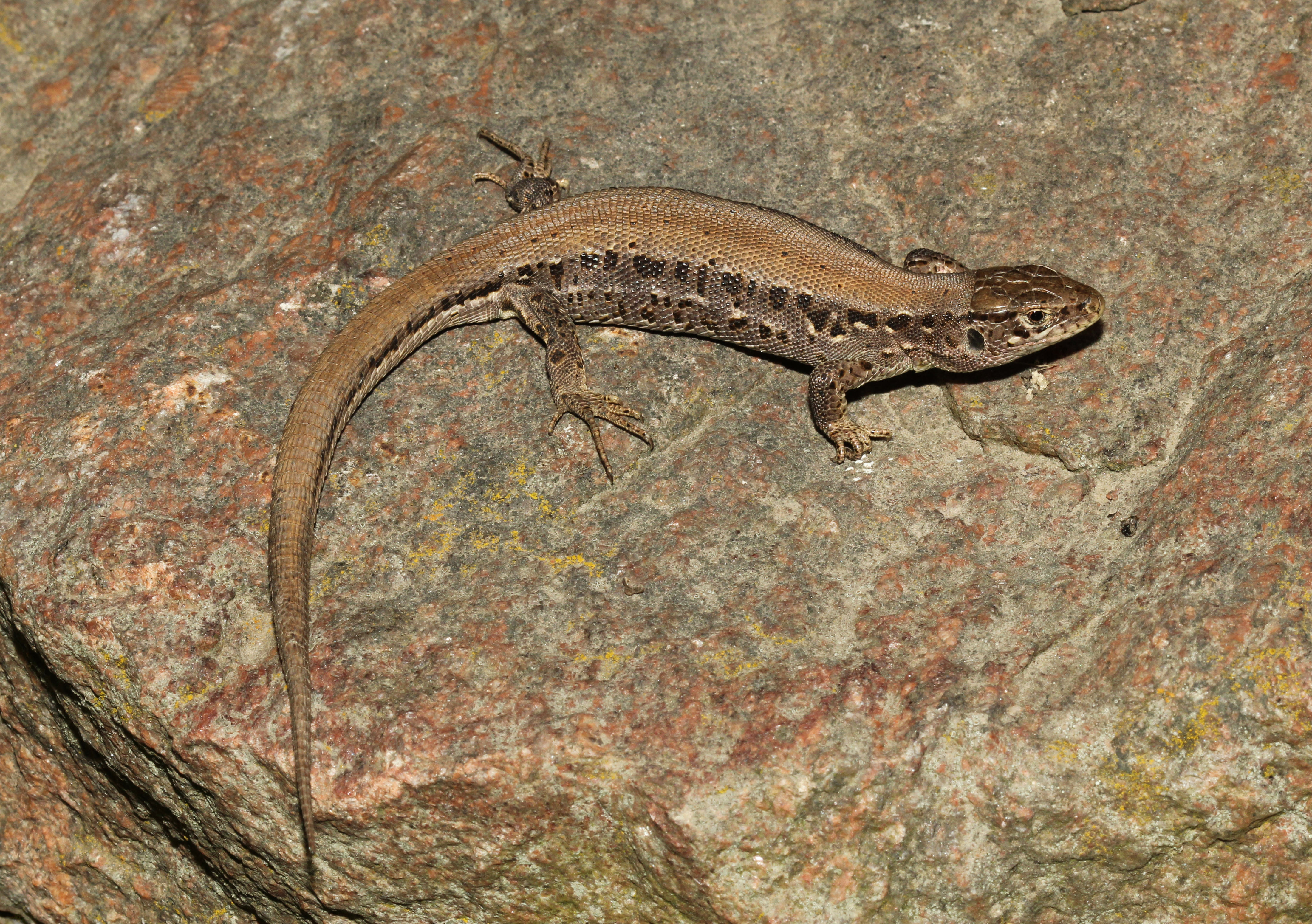
Самка L. a. chersonensis

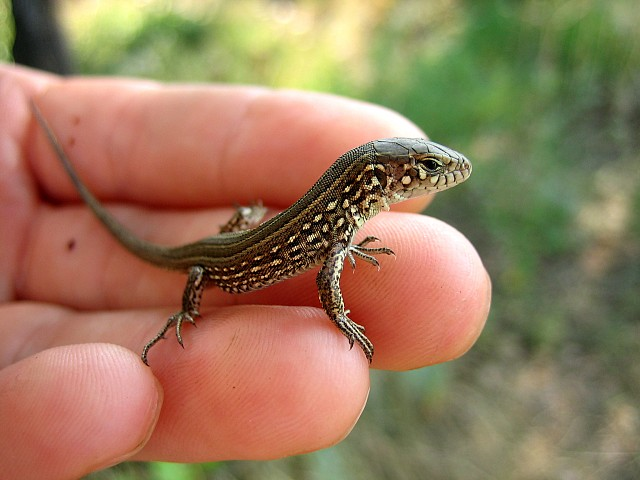
Сеголеток L. a. exigua

Прыткая ящерица была впервые описана Карлом Линнеем в 10-м издании его «Системы природы», опубликованном в 1758 году. Вид стал типовым для рода зелёные ящерицы. В дальнейшем было описано множество видов, которые в настоящее время рассматриваются как синонимы прыткой ящерицы.
Наиболее близкими к прыткой ящерице считаются средняя и трёхлинейчатая ящерицы.
База данных Reptile Database указывает 12 признанных подвидов прыткой ящерицы:
- L. a. agilis Linnaeus, 1758 — западная прыткая ящерица. Распространена в западной Европе, Скандинавии и южной Англии
- L. a. argus (Laurenti, 1768) — Обитает в восточной Германии, Польше, Калининградской области России, Чехии, Словакии, Австрии, Венгрии, Румынии к западу от Карпат и на севере Балканского полуострова.
- L. a. boemica Suchow, 1929 — дагестанская прыткая ящерица. Обитает в восточном Предкавказье от Дагестана до центральной Кабардино-Балкарии.
- L. a. bosnica Schreiber, 1912 — боснийская прыткая ящерица. Обитает на Балканах.
- L. a. brevicaudata Peters, 1958 — короткохвостая прыткая ящерица. Распространена на территории Армянского нагорья в северной Армении, южной Грузии и северо-восточной Турции.
- L. a. chersonensis Andrzejowksi, 1832 — южная прыткая ящерица. Обитает в Восточной Европе: в Румынии к востоку и к югу от Карпат, в Молдове и правобережной Украине, Беларуси, Прибалтике, а также в северо-западных областях России.
- L. a. exigua Eichwald, 1831 — восточная прыткая ящерица. Наиболее широко распространённый подвид, обитающий в Восточной Европе, Сибири и Средней Азии.
- L. a. garzoni Palacios & Castroviejo. 1975 — изолированная популяция в Жироне (Испания) и Андорре.
- L. a. grusinica Peters, 1960 — грузинская прыткая ящерица. Обитает на Черноморском побережье Кавказа от реки Псезуапсе до реки Псоу, в Грузии и на крайнем северо-востоке Турции[41].
- L. a. ioriensis Peters & Muskhelischwili, 1968 — йорская прыткая ящерица. Известна только из типовой территории в районе верхнего течения реки Иори в северной Грузии.
- L. a. mzymtensis Tuniyev & Tuniyev, 2008 — мзымтинская прыткая ящерица. Известна только из долин рек Мзымта в России и Авадхара в Абхазии[41].
- L. a. tauridica Suchow, 1926 — горнокрымская прыткая ящерица[42]. Распространена в Крымских горах от крайнего юго-запада Главной гряды (юг Байдарской долины) до лесистой среднегорной части между Старым Крымом и Карадагом[43].

Традиционно все выделяемые подвиды прыткой ящерицы подразделяются на две группы: «восточную» и «западную». В 1948 году советский герпетолог Г. Ф. Сухов даже предложил рассматривать восточную форму как отдельный вид, Lacerta exigua (Eichwald, 1831), но это разделение не получило дальнейшей поддержки. Граница между ареалами групп проходит по Днепру, уходя на север до Смоленской области и далее, отклоняясь на восток, доходит до Онежского озера.
Вместе с тем, в 2021 году по результатам молекулярно-генетических исследований L. a. ioriensis предложено рассматривать как младший синоним L. a. boemica, а L. a. brevicaudata, L. a. grusinica и L. a. mzymtensis — как синонимы L. a. exigua. Кроме того, выяснилось, что подвид L. a. boemica представляет собой сестринскую по отношению ко всем остальным подвидам кладу, а популяции, обитающие в Закарпатье и на границе Венгрии, Украины и Словакии, составляют отдельный, пока ещё не описанный подвид.
Филогенетические отношения между подвидами прыткой ящерицы отражены на кладограмме:

|  | L. a. garzoni                                                |
|  |                                                              |
|  | \| \| L. a. agilis \| \| \| \| \| \| L. a. argus \| \| \| \| |
|  |                                                              |
|  | L. a. agilis                                                 |
|  |                                                              |
|  | L. a. argus                                                  |
|  |                                                              |

|  | L. a. agilis |
|  |              |
|  | L. a. argus  |
|  |              |

|  | L. a. garzoni                                                |
|  |                                                              |
|  | \| \| L. a. agilis \| \| \| \| \| \| L. a. argus \| \| \| \| |
|  |                                                              |
|  | L. a. agilis                                                 |
|  |                                                              |
|  | L. a. argus                                                  |
|  |                                                              |

|  | L. a. agilis |
|  |              |
|  | L. a. argus  |
|  |              |

|  | L. a. garzoni                                                |
|  |                                                              |
|  | \| \| L. a. agilis \| \| \| \| \| \| L. a. argus \| \| \| \| |
|  |                                                              |
|  | L. a. agilis                                                 |
|  |                                                              |
|  | L. a. argus                                                  |
|  |                                                              |

|  | L. a. agilis |
|  |              |
|  | L. a. argus  |
|  |              |

|  | L. a. garzoni                                                |
|  |                                                              |
|  | \| \| L. a. agilis \| \| \| \| \| \| L. a. argus \| \| \| \| |
|  |                                                              |
|  | L. a. agilis                                                 |
|  |                                                              |
|  | L. a. argus                                                  |
|  |                                                              |

|  | L. a. agilis |
|  |              |
|  | L. a. argus  |
|  |              |

|  | L. a. bosnica                                                    |
|  |                                                                  |
|  | \| \| L. a. exigua \| \| \| \| \| \| L. a. tauridica \| \| \| \| |
|  |                                                                  |
|  | L. a. exigua                                                     |
|  |                                                                  |
|  | L. a. tauridica                                                  |
|  |                                                                  |

|  | L. a. exigua    |
|  |                 |
|  | L. a. tauridica |
|  |                 |

|  | L. a. garzoni                                                |
|  |                                                              |
|  | \| \| L. a. agilis \| \| \| \| \| \| L. a. argus \| \| \| \| |
|  |                                                              |
|  | L. a. agilis                                                 |
|  |                                                              |
|  | L. a. argus                                                  |
|  |                                                              |

|  | L. a. agilis |
|  |              |
|  | L. a. argus  |
|  |              |

|  | L. a. garzoni                                                |
|  |                                                              |
|  | \| \| L. a. agilis \| \| \| \| \| \| L. a. argus \| \| \| \| |
|  |                                                              |
|  | L. a. agilis                                                 |
|  |                                                              |
|  | L. a. argus                                                  |
|  |                                                              |

|  | L. a. agilis |
|  |              |
|  | L. a. argus  |
|  |              |

|  | L. a. garzoni                                                |
|  |                                                              |
|  | \| \| L. a. agilis \| \| \| \| \| \| L. a. argus \| \| \| \| |
|  |                                                              |
|  | L. a. agilis                                                 |
|  |                                                              |
|  | L. a. argus                                                  |
|  |                                                              |

|  | L. a. agilis |
|  |              |
|  | L. a. argus  |
|  |              |

|  | L. a. garzoni                                                |
|  |                                                              |
|  | \| \| L. a. agilis \| \| \| \| \| \| L. a. argus \| \| \| \| |
|  |                                                              |
|  | L. a. agilis                                                 |
|  |                                                              |
|  | L. a. argus                                                  |
|  |                                                              |

|  | L. a. agilis |
|  |              |
|  | L. a. argus  |
|  |              |

|  | L. a. bosnica                                                    |
|  |                                                                  |
|  | \| \| L. a. exigua \| \| \| \| \| \| L. a. tauridica \| \| \| \| |
|  |                                                                  |
|  | L. a. exigua                                                     |
|  |                                                                  |
|  | L. a. tauridica                                                  |
|  |                                                                  |

|  | L. a. exigua    |
|  |                 |
|  | L. a. tauridica |
|  |                 |

|  | L. a. garzoni                                                |
|  |                                                              |
|  | \| \| L. a. agilis \| \| \| \| \| \| L. a. argus \| \| \| \| |
|  |                                                              |
|  | L. a. agilis                                                 |
|  |                                                              |
|  | L. a. argus                                                  |
|  |                                                              |

|  | L. a. agilis |
|  |              |
|  | L. a. argus  |
|  |              |

|  | L. a. garzoni                                                |
|  |                                                              |
|  | \| \| L. a. agilis \| \| \| \| \| \| L. a. argus \| \| \| \| |
|  |                                                              |
|  | L. a. agilis                                                 |
|  |                                                              |
|  | L. a. argus                                                  |
|  |                                                              |

|  | L. a. agilis |
|  |              |
|  | L. a. argus  |
|  |              |

|  | L. a. garzoni                                                |
|  |                                                              |
|  | \| \| L. a. agilis \| \| \| \| \| \| L. a. argus \| \| \| \| |
|  |                                                              |
|  | L. a. agilis                                                 |
|  |                                                              |
|  | L. a. argus                                                  |
|  |                                                              |

|  | L. a. agilis |
|  |              |
|  | L. a. argus  |
|  |              |

|  | L. a. garzoni                                                |
|  |                                                              |
|  | \| \| L. a. agilis \| \| \| \| \| \| L. a. argus \| \| \| \| |
|  |                                                              |
|  | L. a. agilis                                                 |
|  |                                                              |
|  | L. a. argus                                                  |
|  |                                                              |

|  | L. a. agilis |
|  |              |
|  | L. a. argus  |
|  |              |

|  | L. a. bosnica                                                    |
|  |                                                                  |
|  | \| \| L. a. exigua \| \| \| \| \| \| L. a. tauridica \| \| \| \| |
|  |                                                                  |
|  | L. a. exigua                                                     |
|  |                                                                  |
|  | L. a. tauridica                                                  |
|  |                                                                  |

|  | L. a. exigua    |
|  |                 |
|  | L. a. tauridica |
|  |                 |

|  | L. a. garzoni                                                |
|  |                                                              |
|  | \| \| L. a. agilis \| \| \| \| \| \| L. a. argus \| \| \| \| |
|  |                                                              |
|  | L. a. agilis                                                 |
|  |                                                              |
|  | L. a. argus                                                  |
|  |                                                              |

|  | L. a. agilis |
|  |              |
|  | L. a. argus  |
|  |              |

|  | L. a. garzoni                                                |
|  |                                                              |
|  | \| \| L. a. agilis \| \| \| \| \| \| L. a. argus \| \| \| \| |
|  |                                                              |
|  | L. a. agilis                                                 |
|  |                                                              |
|  | L. a. argus                                                  |
|  |                                                              |

|  | L. a. agilis |
|  |              |
|  | L. a. argus  |
|  |              |

|  | L. a. garzoni                                                |
|  |                                                              |
|  | \| \| L. a. agilis \| \| \| \| \| \| L. a. argus \| \| \| \| |
|  |                                                              |
|  | L. a. agilis                                                 |
|  |                                                              |
|  | L. a. argus                                                  |
|  |                                                              |

|  | L. a. agilis |
|  |              |
|  | L. a. argus  |
|  |              |

|  | L. a. garzoni                                                |
|  |                                                              |
|  | \| \| L. a. agilis \| \| \| \| \| \| L. a. argus \| \| \| \| |
|  |                                                              |
|  | L. a. agilis                                                 |
|  |                                                              |
|  | L. a. argus                                                  |
|  |                                                              |

|  | L. a. agilis |
|  |              |
|  | L. a. argus  |
|  |              |

|  | L. a. bosnica                                                    |
|  |                                                                  |
|  | \| \| L. a. exigua \| \| \| \| \| \| L. a. tauridica \| \| \| \| |
|  |                                                                  |
|  | L. a. exigua                                                     |
|  |                                                                  |
|  | L. a. tauridica                                                  |
|  |                                                                  |

|  | L. a. exigua    |
|  |                 |
|  | L. a. tauridica |
|  |                 |

Считается, что обособление прыткой ящерицы произошло около 10 млн лет назад на Кавказе, где сохранилась наиболее примитивная клада — L. a. boemica. Отделившаяся от неё популяция после расселения на освободившиеся от ледника территории дала начало восточной и западной группам подвидов.

## Прыткая ящерица и человек

### Хозяйственное значение
Питаясь беспозвоночными, этот вид контролирует численность вредителей сельского и лесного хозяйства, а также переносчиков инфекционных заболеваний. Особенно её роль возрастает во время вспышек размножения насекомых отдельных видов и на антропогенно изменённых участках, к которым ящерица хорошо приспосабливается. Кроме того, она выступает кормом для многих птиц и млекопитающих, имеющих хозяйственную ценность. Однако помимо пользы, прыткая ящерица может приносить и некоторый вред хозяйственной деятельности человека, уничтожая и полезных насекомых, таких как пчёлы, а также выступая в качестве хозяина для многих клещей и паразитических червей.

### Охрана
Прыткая ящерица является широко распространённым видом с предполагаемой высокой численностью, способным адаптироваться к определённым изменениям среды обитания. На основании этого Международный союз охраны природы присвоил ей статус «вида, вызывающего наименьшие опасения».
Тем не менее, в некоторых частях своего ареала она испытывает снижение численности и считается угрожаемым видом. Прыткая ящерица охраняется законом в северо-западной части своего ареала, в том числе во всех странах Европейского союза, где включена в приложение IV Директивы об охране природных мест обитания, дикой флоры и фауны. Внесена в Красные книги Эстонии (1998) и Латвии (2003), а также Красную книгу Восточной Фенноскандии (1998), как редкий вид на севере Ленинградской области и уязвимый в Карелии. Включена в приложение II Бернской конвенции.

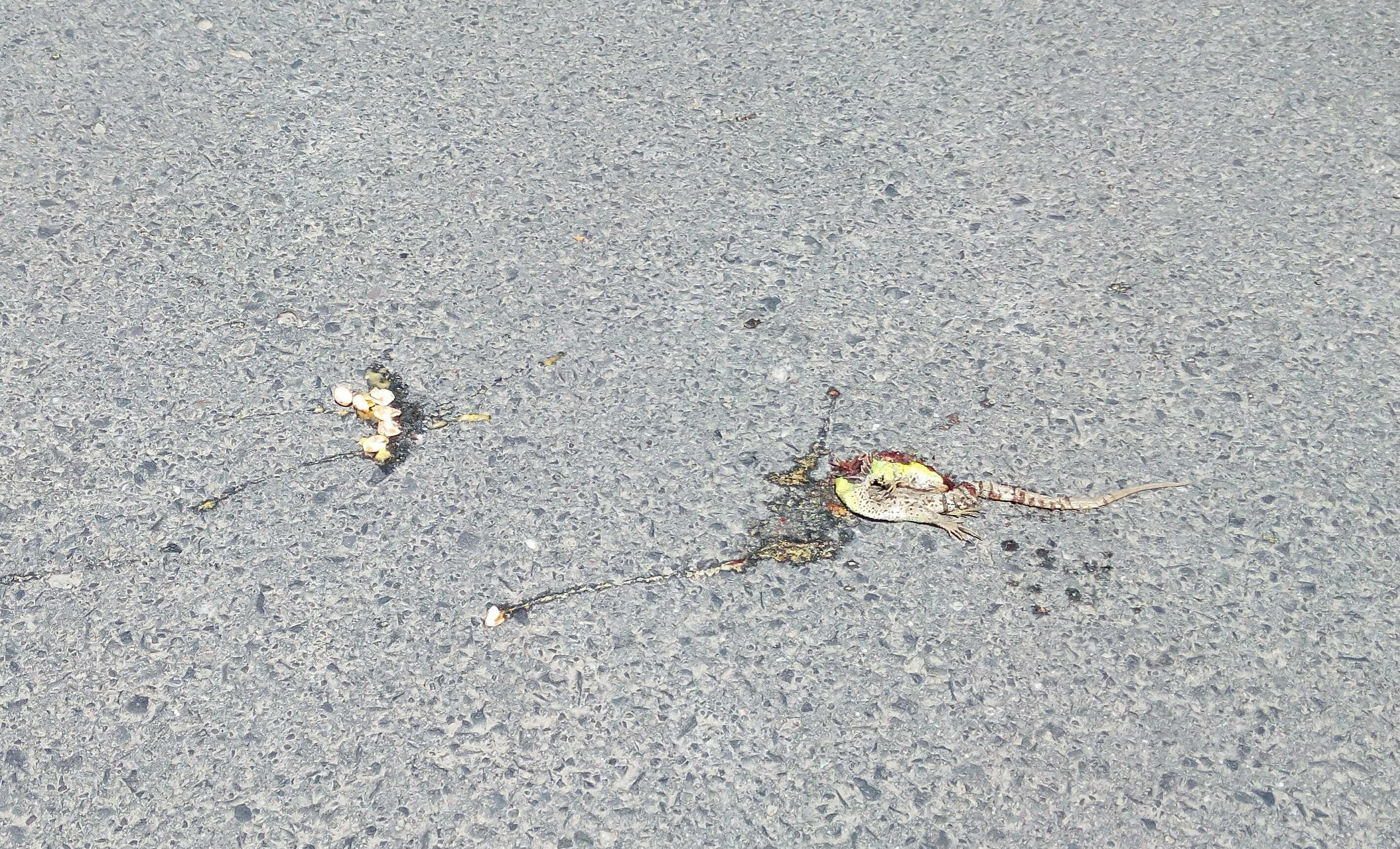
Раздавленная на дороге прыткая ящерица

Снижению численности вида способствует потеря пригодных мест обитания вследствие урбанизации и перехода к интенсивному сельскому хозяйству. Многие ящерицы гибнут на дорогах или убиваются домашними кошками. В некоторых популяциях на границе ареала, где распространение ящериц фрагментировано, они могут подвергаться инбридингу.
В 1976 году на песчаных дюнах в южной Англии, где обитает изолированная популяция прыткой ящерицы, произошёл пожар, уничтоживший растительность на занимаемом ей участке. Из-за беспокойства, что растительный покров не успеет восстановиться, чтобы сохранить эту популяцию, все выжившие после пожара ящерицы были выловлены и содержались в неволе, пока в 1978 году их не выпустили в виварий под открытым небом для основания колонии. Она должна была служить репродуктивным резервом для восстанавливаемой популяции. К 1988 году сообщество в заповеднике восстановилось и прыткие ящерицы были реинтродуцированы туда, а также на другие песчаные дюны в юго-восточной Англии и даже интродуцированы на Внутренние Гебридские острова в Шотландии.
В России этот вид ящериц весьма распространён и многочислен, однако два подвида прыткой ящерицы занесены в Красную книгу Российской Федерации: грузинская прыткая ящерица (Lacerta agilis grusinica), обитающая на узкой полосе Черноморского побережья от реки Псезуапсе до Псоу, как уязвимый подвид, и мзымтинская прыткая ящерица (Lacerta agilis mzymtensis), встречающаяся в верховьях реки Мзымта в Краснодарском крае, как исчезающий.

### Содержание в неволе

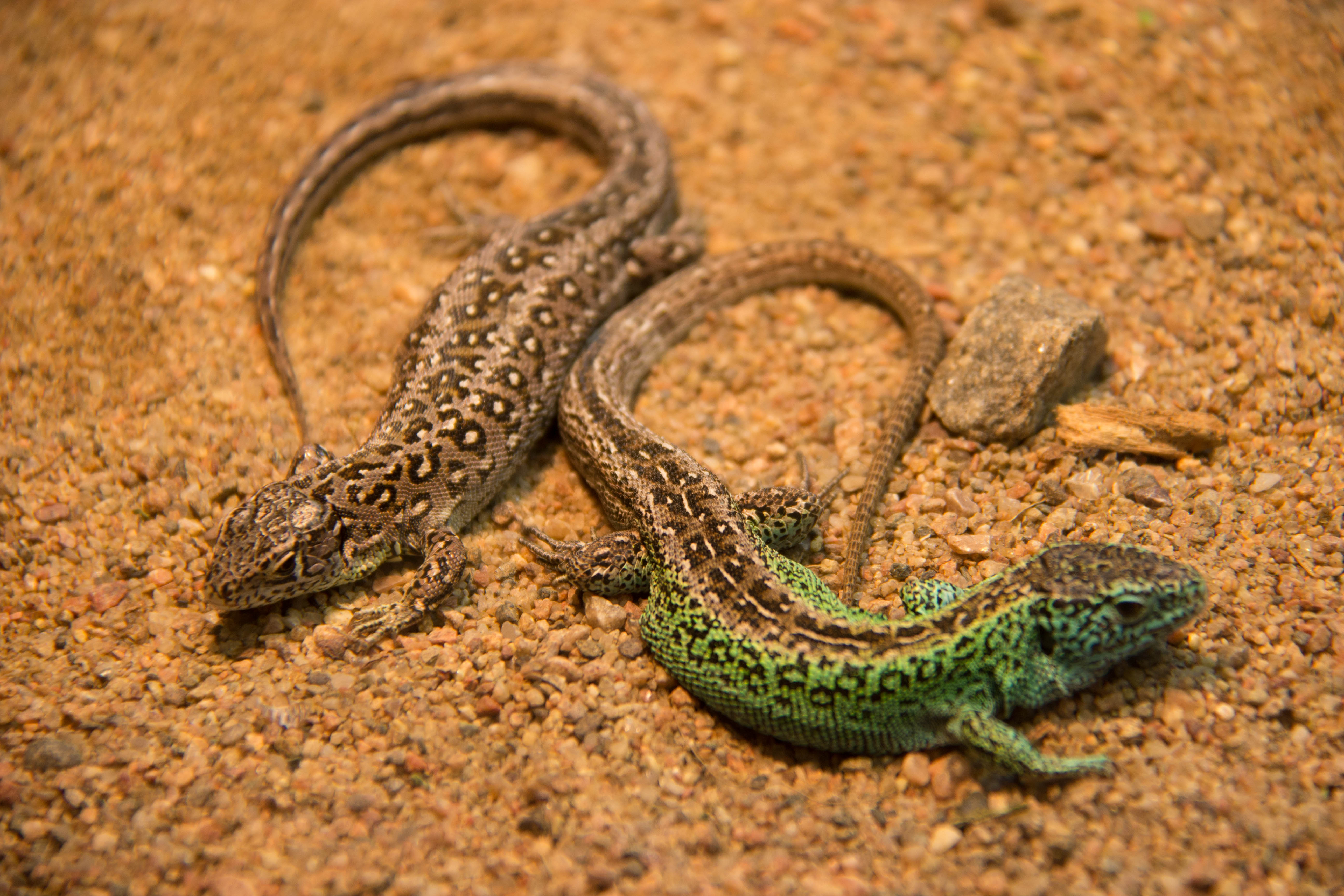
Пара прытких ящериц в террариуме

Ввиду своей распространённости и неприхотливости прыткая ящерица достаточно часто содержится в неволе, в том числе в зоопарках. Так, достаточно крупная (около 40 особей) размножавшаяся колония прытких ящериц до недавнего времени содержалась в зоопарке города Глубока-над-Влтавоу в Чехии. Для содержания используют террариум горизонтального типа, в который в качестве грунта насыпается смесь земли с песком или мелким гравием и сверху покрывается опавшими листьями и сфагновым мхом. В летний период температуру в террариуме поддерживают в дневное время на уровне +25…+30° С, в ночное — +20…+21° С, влажность воздуха — на уровне 50—60 %. Зимой температуру понижают до +8…+10° С, а влажность наоборот повышают до 80 %. Кормят ящериц мучными и дождевыми червями, гусеницами, кузнечиками. В неволе ящерицы могут спариваться два раза в год: первый — весной, начиная с марта, и второй — в конце лета в августе. В течение сезона самка может делать 2 кладки по 3—15 яиц в каждой. Искусственную инкубацию яиц прыткой ящерицы проводят: при температуре +20° С в течение 83—99 дней, +25° С — 39—57 дней, +30° С — 27—32 дней.

### На почтовых марках
Прыткая ящерица изображена на некоторых почтовых марках.

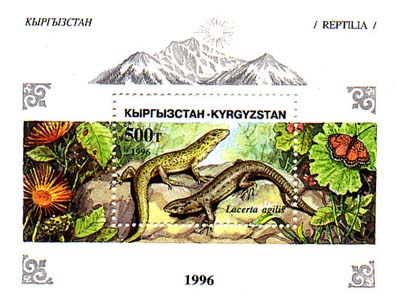
На марке Кыргызстана, 1996 г.
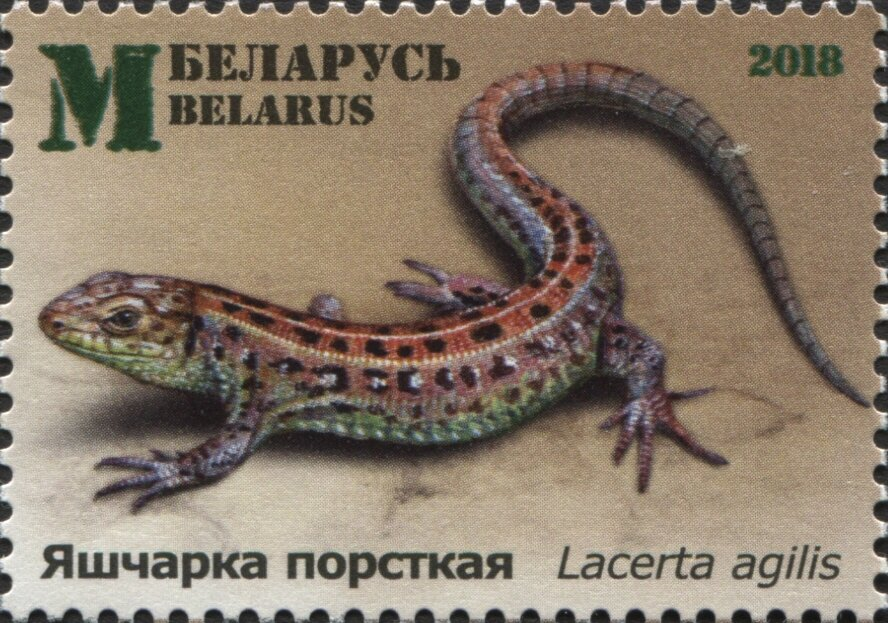
На марке Беларуси, 2018 г.
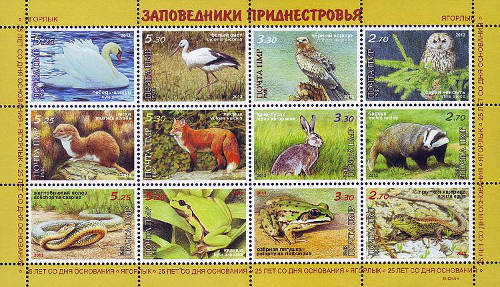
На блоке марок «ПМР», 2013 г.